# 2015–2016-os EHF-bajnokok ligája (csoportkör)
Ez a cikk ismerteti a 2015–2016-os EHF-bajnokok ligája csoportkörének az eredményeit.

## Formátum
A csoportkörbe jutott 28 csapatot négy csoportba sorolták. Az A és B csoportba nyolc-nyolc csapat került, a C és D csoportba pedig hat-hat csapat. Az A és B csoportba sorolták az erősebb csapatokat, a C és D-be pedig a gyengébbeket. Az A és B csoportból a csoportgyőztes egyből a negyeddöntőbe jut, a 2-6. helyezettek pedig a nyolcaddöntőbe. A C és D csoport 12 csapatából összesen kettő juthat a nyolcaddöntőbe úgy, hogy a C csoport első két helyezettje a D csoport első két helyezettjével egy oda-vissza vágóban eldöntik ennek sorsát.
Azonos pontszám esetén az alábbiak szerint döntik el a sorrendet:
1. Egymás elleni mérkőzéseken szerzett több pont,
2. Egymás elleni mérkőzések alapján számolt gólkülönbség,
3. Egymás elleni mérkőzéseken lőtt több gól,
4. A csoport összes meccse alapján számolt gólkülönbség,
5. A csoportban lőtt gólok száma,
6. Sorsolás.

## Kiemelés
A csoportkör sorsolását 2015. június 26-án tartották Bécsben. A 28 csapatot négy csoportba sorolták: két nyolccsapatos (A, B), és két hatcsapatos (C, D) csoportba, azzal a megkötéssel, hogy azonos országbeli két csapat nem kerülhetett egy csoportba. Ez alól a német csapatok kivételek, mivel három csapatuk is az A és B csoportban szerepelhet.
| 1-es kalap              | 2-es kalap                        | 3-as kalap                         | 4-es kalap                      |
| ----------------------- | --------------------------------- | ---------------------------------- | ------------------------------- |
| Barcelona THW Kiel      | MVM Veszprém KC Vive Targi Kielce | Paris Saint-Germain Vardar Szkopje | KIF Kolding København RK Celje  |
| 5-ös kalap              | 6-os kalap                        | 7-es kalap                         | 8-as kalap                      |
| Pick Szeged Wisła Płock | Zagreb Rhein-Neckar Löwen         | IFK Kristianstad Beşiktaş          | Montpellier Flensburg-Handewitt |

| 1-es kalap                  | 2-es kalap                    | 3-as kalap                              |
| --------------------------- | ----------------------------- | --------------------------------------- |
| Logroño Metalurg Szkopje    | Meskov Breszt Skjern Håndbold | Csehovszkije Medvegyi Motor Zaporizzsja |
| 4-es kalap                  | 5-ös kalap                    | 6-os kalap                              |
| Porto Kadetten Schaffhausen | HC Baia Mare Vojvodina        | Tatran Prešov Elverum Håndball          |

## Csoportkör

### A csoport
| #  | Csapat              | M  | Gy | D | V  | G+  | G–  | Gk   | P  |
| -- | ------------------- | -- | -- | - | -- | --- | --- | ---- | -- |
| 1. | Paris Saint-Germain | 14 | 12 | 0 | 2  | 442 | 389 | +53  | 24 |
| 2. | MVM Veszprém KC     | 14 | 11 | 1 | 2  | 402 | 364 | +38  | 23 |
| 3. | Flensburg-Handewitt | 14 | 10 | 0 | 4  | 429 | 380 | +49  | 20 |
| 4. | THW Kiel            | 14 | 8  | 1 | 5  | 400 | 388 | +12  | 17 |
| 5. | RK Zagreb           | 14 | 5  | 1 | 8  | 358 | 367 | –9   | 11 |
| 6. | Wisła Płock         | 14 | 3  | 2 | 9  | 372 | 397 | –25  | 8  |
| 7. | RK Celje            | 14 | 3  | 1 | 10 | 385 | 398 | –13  | 7  |
| 8. | Beşiktaş            | 14 | 1  | 0 | 13 | 382 | 487 | –105 | 2  |

| 2015. szeptember 17. 19:00 | RK Zagreb           | 29–22       | THW Kiel | Arena Zagreb, Zágráb Nézőszám: 8600 Játékvezetők: Mažeika, Gatelis (LTU) |
| 2015. szeptember 17. 19:00 | Horvat, Stepančić 6 | (13–11)     | Dahmke 9 | Arena Zagreb, Zágráb Nézőszám: 8600 Játékvezetők: Mažeika, Gatelis (LTU) |
| 2015. szeptember 17. 19:00 | 7× 3× 1×            | Jegyzőkönyv | 5× 3×    | Arena Zagreb, Zágráb Nézőszám: 8600 Játékvezetők: Mažeika, Gatelis (LTU) |

| 2015. szeptember 19. 16:00 | Wisła Płock | 27–27       | MVM Veszprém KC   | Orlen Arena, Płock Nézőszám: 5467 Játékvezetők: Jurinović, Mrvica (CRO) |
| 2015. szeptember 19. 16:00 | Rocha 9     | (11–13)     | Marguč, Nilsson 6 | Orlen Arena, Płock Nézőszám: 5467 Játékvezetők: Jurinović, Mrvica (CRO) |
| 2015. szeptember 19. 16:00 | 2× 3×       | Jegyzőkönyv | 2× 3×             | Orlen Arena, Płock Nézőszám: 5467 Játékvezetők: Jurinović, Mrvica (CRO) |

| 2015. szeptember 19. 17:30 | Flensburg-Handewitt | 39–32       | Paris Saint-Germain | Flens Arena, Flensburg Nézőszám: 5800 Játékvezetők: Gjeding, Hansen (DEN) |
| 2015. szeptember 19. 17:30 | Eggert 13           | (21–16)     | Hansen 9            | Flens Arena, Flensburg Nézőszám: 5800 Játékvezetők: Gjeding, Hansen (DEN) |
| 2015. szeptember 19. 17:30 | 9× 2×               | Jegyzőkönyv | 4× 3×               | Flens Arena, Flensburg Nézőszám: 5800 Játékvezetők: Gjeding, Hansen (DEN) |

| 2015. szeptember 19. 18:00 | Beşiktaş | 24–30       | RK Celje | İzmit Arena, Isztambul Nézőszám: 2000 Játékvezetők: Geipel, Helbig (GER) |
| 2015. szeptember 19. 18:00 | Döne 7   | (13–13)     | Mlakar 7 | İzmit Arena, Isztambul Nézőszám: 2000 Játékvezetők: Geipel, Helbig (GER) |
| 2015. szeptember 19. 18:00 | 4× 3×    | Jegyzőkönyv | 5× 1×    | İzmit Arena, Isztambul Nézőszám: 2000 Játékvezetők: Geipel, Helbig (GER) |

| 2015. szeptember 26. 17:30 | MVM Veszprém KC | 28–24       | Flensburg-Handewitt | Veszprém Aréna, Veszprém Nézőszám: 5019 Játékvezetők: Zotin, Volodkov (RUS) |
| 2015. szeptember 26. 17:30 | Ilić 9          | (15–14)     | Eggert, Mahé 4      | Veszprém Aréna, Veszprém Nézőszám: 5019 Játékvezetők: Zotin, Volodkov (RUS) |
| 2015. szeptember 26. 17:30 | 1× 3×           | Jegyzőkönyv | 2× 3×               | Veszprém Aréna, Veszprém Nézőszám: 5019 Játékvezetők: Zotin, Volodkov (RUS) |

| 2015. szeptember 26. 20:00 | RK Celje       | 20–21       | RK Zagreb   | Zlatorog Arena, Celje Nézőszám: 4300 Játékvezetők: Nikolić, Stojković (SRB) |
| 2015. szeptember 26. 20:00 | négy játékos 3 | (10–9)      | Kovačević 4 | Zlatorog Arena, Celje Nézőszám: 4300 Játékvezetők: Nikolić, Stojković (SRB) |
| 2015. szeptember 26. 20:00 | 4× 3×          | Jegyzőkönyv | 8× 3×       | Zlatorog Arena, Celje Nézőszám: 4300 Játékvezetők: Nikolić, Stojković (SRB) |

| 2015. szeptember 27. 17:00 | Paris Saint-Germain | 29–24       | Wisła Płock         | Stade Pierre de Coubertin, Párizs Nézőszám: 2500 Játékvezetők: Stoļarovs, Līcis (LAT) |
| 2015. szeptember 27. 17:00 | Karabatić 7         | (16–13)     | Rocha, Zsitnyikov 5 | Stade Pierre de Coubertin, Párizs Nézőszám: 2500 Játékvezetők: Stoļarovs, Līcis (LAT) |
| 2015. szeptember 27. 17:00 | 5× 2× 1×            | Jegyzőkönyv | 6× 2×               | Stade Pierre de Coubertin, Párizs Nézőszám: 2500 Játékvezetők: Stoļarovs, Līcis (LAT) |

| 2015. szeptember 27. 19:30 | THW Kiel        | 32–21       | Beşiktaş | Sparkassen-Arena, Kiel Nézőszám: 8200 Játékvezetők: Hansen, Pettersen (NOR) |
| 2015. szeptember 27. 19:30 | három játékos 6 | (16–12)     | Döne 5   | Sparkassen-Arena, Kiel Nézőszám: 8200 Játékvezetők: Hansen, Pettersen (NOR) |
| 2015. szeptember 27. 19:30 | 3× 3×           | Jegyzőkönyv | 6× 3×    | Sparkassen-Arena, Kiel Nézőszám: 8200 Játékvezetők: Hansen, Pettersen (NOR) |

| 2015. október 3. 16:00 | RK Celje | 25–28       | Wisła Płock  | Zlatorog Arena, Celje Nézőszám: 3000 Játékvezetők: Brunovsky, Čanda (SVK) |
| 2015. október 3. 16:00 | Mlakar 6 | (10–17)     | Zsitnyikov 5 | Zlatorog Arena, Celje Nézőszám: 3000 Játékvezetők: Brunovsky, Čanda (SVK) |
| 2015. október 3. 16:00 | 2× 1×    | Jegyzőkönyv | 4× 3×        | Zlatorog Arena, Celje Nézőszám: 3000 Játékvezetők: Brunovsky, Čanda (SVK) |

| 2015. október 3. 17:30 | THW Kiel   | 27–23       | Flensburg-Handewitt | Sparkassen-Arena, Kiel Nézőszám: 10285 Játékvezetők: Horáček, Novotný (CZE) |
| 2015. október 3. 17:30 | Cañellas 7 | (14–13)     | Glandorf 5          | Sparkassen-Arena, Kiel Nézőszám: 10285 Játékvezetők: Horáček, Novotný (CZE) |
| 2015. október 3. 17:30 | 3× 3× 1×   | Jegyzőkönyv | 4× 3×               | Sparkassen-Arena, Kiel Nézőszám: 10285 Játékvezetők: Horáček, Novotný (CZE) |

| 2015. október 3. 18:00 | Beşiktaş | 30–40       | Paris Saint-Germain | İzmit Arena, Isztambul Nézőszám: 850 Játékvezetők: Pandžić, Mošorinski (SRB) |
| 2015. október 3. 18:00 | Döne 7   | (17–21)     | Hansen 10           | İzmit Arena, Isztambul Nézőszám: 850 Játékvezetők: Pandžić, Mošorinski (SRB) |
| 2015. október 3. 18:00 | 4× 3×    | Jegyzőkönyv | 3× 3×               | İzmit Arena, Isztambul Nézőszám: 850 Játékvezetők: Pandžić, Mošorinski (SRB) |

| 2015. október 3. 20:00 | RK Zagreb  | 20–21       | MVM Veszprém KC | Arena Zagreb, Zágráb Nézőszám: 15200 Játékvezetők: Gjeding, Hansen (DEN) |
| 2015. október 3. 20:00 | Pavlović 6 | (10–9)      | Marguč 8        | Arena Zagreb, Zágráb Nézőszám: 15200 Játékvezetők: Gjeding, Hansen (DEN) |
| 2015. október 3. 20:00 | 9× 3×      | Jegyzőkönyv | 5× 2× 1×        | Arena Zagreb, Zágráb Nézőszám: 15200 Játékvezetők: Gjeding, Hansen (DEN) |

| 2015. október 10. 20:45 | Wisła Płock        | 23–37       | THW Kiel    | Orlen Arena, Płock Nézőszám: 5400 Játékvezetők: Johansson, Kliko (SWE) |
| 2015. október 10. 20:45 | Daszek, Nikčević 4 | (8–18)      | Cañellas 10 | Orlen Arena, Płock Nézőszám: 5400 Játékvezetők: Johansson, Kliko (SWE) |
| 2015. október 10. 20:45 | 4× 3×              | Jegyzőkönyv | 6× 3×       | Orlen Arena, Płock Nézőszám: 5400 Játékvezetők: Johansson, Kliko (SWE) |

| 2015. október 11. 15:00 | MVM Veszprém KC | 33–25       | Beşiktaş | Veszprém Aréna, Veszprém Nézőszám: 5000 Játékvezetők: Bounouara, Sami (FRA) |
| 2015. október 11. 15:00 | Ilić 9          | (17–12)     | Djukić 6 | Veszprém Aréna, Veszprém Nézőszám: 5000 Játékvezetők: Bounouara, Sami (FRA) |
| 2015. október 11. 15:00 | 2× 3×           | Jegyzőkönyv | 4× 2×    | Veszprém Aréna, Veszprém Nézőszám: 5000 Játékvezetők: Bounouara, Sami (FRA) |

| 2015. október 11. 17:00 | Paris Saint-Germain | 34–23       | RK Zagreb   | Stade Pierre de Coubertin, Párizs Nézőszám: 2800 Játékvezetők: Geipel, Helbig (GER) |
| 2015. október 11. 17:00 | Hansen 10           | (18–8)      | Kovačević 5 | Stade Pierre de Coubertin, Párizs Nézőszám: 2800 Játékvezetők: Geipel, Helbig (GER) |
| 2015. október 11. 17:00 | 2× 3×               | Jegyzőkönyv | 4× 3×       | Stade Pierre de Coubertin, Párizs Nézőszám: 2800 Játékvezetők: Geipel, Helbig (GER) |

| 2015. október 11. 17:00 | Flensburg-Handewitt | 30–20       | RK Celje | Flens Arena, Flensburg Nézőszám: 4800 Játékvezetők: López, Ramírez (ESP) |
| 2015. október 11. 17:00 | Eggert 8            | (13–10)     | Ivić 4   | Flens Arena, Flensburg Nézőszám: 4800 Játékvezetők: López, Ramírez (ESP) |
| 2015. október 11. 17:00 | 4× 3×               | Jegyzőkönyv | 5× 2×    | Flens Arena, Flensburg Nézőszám: 4800 Játékvezetők: López, Ramírez (ESP) |

| 2015. október 14. 19:00 | Flensburg-Handewitt | 33–25       | Beşiktaş | Flens Arena, Flensburg Nézőszám: 4307 Játékvezetők: Baranowski, Lemanowicz (POL) |
| 2015. október 14. 19:00 | Eggert 10           | (16–14)     | Döne 7   | Flens Arena, Flensburg Nézőszám: 4307 Játékvezetők: Baranowski, Lemanowicz (POL) |
| 2015. október 14. 19:00 | 3× 3×               | Jegyzőkönyv | 2× 1×    | Flens Arena, Flensburg Nézőszám: 4307 Játékvezetők: Baranowski, Lemanowicz (POL) |

| 2015. október 17. 15:15 | MVM Veszprém KC | 29–27       | THW Kiel  | Veszprém Aréna, Veszprém Nézőszám: 5019 Játékvezetők: López, Ramírez (ESP) |
| 2015. október 17. 15:15 | Gulyás, Ilić 5  | (17–15)     | Duvnjak 7 | Veszprém Aréna, Veszprém Nézőszám: 5019 Játékvezetők: López, Ramírez (ESP) |
| 2015. október 17. 15:15 | 6× 3× 1×        | Jegyzőkönyv | 6× 3×     | Veszprém Aréna, Veszprém Nézőszám: 5019 Játékvezetők: López, Ramírez (ESP) |

| 2015. október 17. 20:00 | RK Zagreb   | 29–25       | Wisła Płock | Arena Zagreb, Zágráb Nézőszám: 10000 Játékvezetők: Horáček, Novotný (CZE) |
| 2015. október 17. 20:00 | Stepančić 8 | (13–13)     | Zelenović 8 | Arena Zagreb, Zágráb Nézőszám: 10000 Játékvezetők: Horáček, Novotný (CZE) |
| 2015. október 17. 20:00 | 7× 3×       | Jegyzőkönyv | 3× 2× 1×    | Arena Zagreb, Zágráb Nézőszám: 10000 Játékvezetők: Horáček, Novotný (CZE) |

| 2015. október 18. 17:00 | RK Celje | 30–32       | Paris Saint-Germain | Zlatorog Arena, Celje Nézőszám: 4650 Játékvezetők: Santos, Fonseca (POR) |
| 2015. október 18. 17:00 | Ivić 8   | (15–16)     | Karabatić 9         | Zlatorog Arena, Celje Nézőszám: 4650 Játékvezetők: Santos, Fonseca (POR) |
| 2015. október 18. 17:00 | 9× 3× 1× | Jegyzőkönyv | 3× 3×               | Zlatorog Arena, Celje Nézőszám: 4650 Játékvezetők: Santos, Fonseca (POR) |

| 2015. október 21. 18:45 | THW Kiel  | 35–32       | RK Celje | Sparkassen-Arena, Kiel Nézőszám: 8537 Játékvezetők: Nikolov, Nachevski (MKD) |
| 2015. október 21. 18:45 | Duvnjak 8 | (16–14)     | Janc 7   | Sparkassen-Arena, Kiel Nézőszám: 8537 Játékvezetők: Nikolov, Nachevski (MKD) |
| 2015. október 21. 18:45 | 3×        | Jegyzőkönyv | 5× 3×    | Sparkassen-Arena, Kiel Nézőszám: 8537 Játékvezetők: Nikolov, Nachevski (MKD) |

| 2015. október 24. 18:00 | Beşiktaş | 32–30       | RK Zagreb   | İzmit Arena, Isztambul Nézőszám: 1026 Játékvezetők: Dentz, Reibel (FRA) |
| 2015. október 24. 18:00 | Döne 10  | (17–13)     | Stepančić 7 | İzmit Arena, Isztambul Nézőszám: 1026 Játékvezetők: Dentz, Reibel (FRA) |
| 2015. október 24. 18:00 | 2× 3×    | Jegyzőkönyv | 3× 3×       | İzmit Arena, Isztambul Nézőszám: 1026 Játékvezetők: Dentz, Reibel (FRA) |

| 2015. október 25. 17:00 | Paris Saint-Germain | 29–27       | MVM Veszprém KC | Stade Pierre de Coubertin, Párizs Nézőszám: 4800 Játékvezetők: Elíasson, Pálsson (ISL) |
| 2015. október 25. 17:00 | Hansen 11           | (16–12)     | Pálmarsson 7    | Stade Pierre de Coubertin, Párizs Nézőszám: 4800 Játékvezetők: Elíasson, Pálsson (ISL) |
| 2015. október 25. 17:00 | 3× 3× 1×            | Jegyzőkönyv | 6× 3×           | Stade Pierre de Coubertin, Párizs Nézőszám: 4800 Játékvezetők: Elíasson, Pálsson (ISL) |

| 2015. október 25. 18:00 | Wisła Płock  | 30–34       | Flensburg-Handewitt | Orlen Arena, Płock Nézőszám: 4500 Játékvezetők: Pichon, Reveret (FRA) |
| 2015. október 25. 18:00 | Tarabochia 5 | (13–17)     | Schmidt 9           | Orlen Arena, Płock Nézőszám: 4500 Játékvezetők: Pichon, Reveret (FRA) |
| 2015. október 25. 18:00 | 1× 3×        | Jegyzőkönyv | 5× 3×               | Orlen Arena, Płock Nézőszám: 4500 Játékvezetők: Pichon, Reveret (FRA) |

| 2015. november 11. 19:00 | Flensburg-Handewitt | 28–27       | RK Zagreb  | Flens Arena, Flensburg Nézőszám: 4587 Játékvezetők: Dinu, Din (ROM) |
| 2015. november 11. 19:00 | Mahe 8              | (12–13)     | Pavlović 9 | Flens Arena, Flensburg Nézőszám: 4587 Játékvezetők: Dinu, Din (ROM) |
| 2015. november 11. 19:00 | 3× 3×               | Jegyzőkönyv | 5× 3×      | Flens Arena, Flensburg Nézőszám: 4587 Játékvezetők: Dinu, Din (ROM) |

| 2015. november 12. 18:45 | THW Kiel | 26–30       | Paris Saint-Germain | Sparkassen-Arena, Kiel Nézőszám: 10040 Játékvezetők: Krstič, Ljubič (SLO) |
| 2015. november 12. 18:45 | Vujin 5  | (10–16)     | Onufryienko 7       | Sparkassen-Arena, Kiel Nézőszám: 10040 Játékvezetők: Krstič, Ljubič (SLO) |
| 2015. november 12. 18:45 | 3× 3×    | Jegyzőkönyv | 5× 3×               | Sparkassen-Arena, Kiel Nézőszám: 10040 Játékvezetők: Krstič, Ljubič (SLO) |

| 2015. november 14. 16:00 | Wisła Płock  | 32–26       | Beşiktaş | Orlen Arena, Płock Nézőszám: 4150 Játékvezetők: Gjeding, Hansen (DEN) |
| 2015. november 14. 16:00 | Piechowski 5 | (15–12)     | Djukić 9 | Orlen Arena, Płock Nézőszám: 4150 Játékvezetők: Gjeding, Hansen (DEN) |
| 2015. november 14. 16:00 | 5× 2×        | Jegyzőkönyv | 1× 2×    | Orlen Arena, Płock Nézőszám: 4150 Játékvezetők: Gjeding, Hansen (DEN) |

| 2015. november 15. 15:00 | RK Celje | 27–30       | MVM Veszprém KC | Zlatorog Arena, Celje Nézőszám: 4500 Játékvezetők: Stark, Ştefan (ROU) |
| 2015. november 15. 15:00 | Žvižej 6 | (11–17)     | Sulić 8         | Zlatorog Arena, Celje Nézőszám: 4500 Játékvezetők: Stark, Ştefan (ROU) |
| 2015. november 15. 15:00 | 5× 3×    | Jegyzőkönyv | 4× 3×           | Zlatorog Arena, Celje Nézőszám: 4500 Játékvezetők: Stark, Ştefan (ROU) |

| 2015. november 21. 16:00 | MVM Veszprém KC | 34–28       | RK Celje        | Veszprém Aréna, Veszprém Nézőszám: 5019 Játékvezetők: Kurtagic, Wetterwik (SWE) |
| 2015. november 21. 16:00 | Sulić 8         | (17–15)     | Ivić, Zarabec 6 | Veszprém Aréna, Veszprém Nézőszám: 5019 Játékvezetők: Kurtagic, Wetterwik (SWE) |
| 2015. november 21. 16:00 | 2× 3×           | Jegyzőkönyv | 3× 3×           | Veszprém Aréna, Veszprém Nézőszám: 5019 Játékvezetők: Kurtagic, Wetterwik (SWE) |

| 2015. november 21. 17:00 | Beşiktaş | 29–38       | Wisła Płock  | Sinan Edem Dome, Isztambul Nézőszám: 250 Játékvezetők: Pichon, Reveret (FRA) |
| 2015. november 21. 17:00 | Döne 9   | (15–19)     | Zsitnyikov 7 | Sinan Edem Dome, Isztambul Nézőszám: 250 Játékvezetők: Pichon, Reveret (FRA) |
| 2015. november 21. 17:00 | 5× 3×    | Jegyzőkönyv | 5× 2×        | Sinan Edem Dome, Isztambul Nézőszám: 250 Játékvezetők: Pichon, Reveret (FRA) |

| 2015. november 21. 19:00 | RK Zagreb | 23–30       | Flensburg-Handewitt | Arena Zagreb, Zágráb Nézőszám: 9000 Játékvezetők: Stoļarovs, Līcis (LAT) |
| 2015. november 21. 19:00 | Sebetić 8 | (10–15)     | Svan Hansen 7       | Arena Zagreb, Zágráb Nézőszám: 9000 Játékvezetők: Stoļarovs, Līcis (LAT) |
| 2015. november 21. 19:00 | 2× 2×     | Jegyzőkönyv | 4× 3× 1×            | Arena Zagreb, Zágráb Nézőszám: 9000 Játékvezetők: Stoļarovs, Līcis (LAT) |

| 2015. november 21. 20:45 | Paris Saint-Germain | 37–30       | THW Kiel           | Stade Pierre de Coubertin, Párizs Nézőszám: 3400 Játékvezetők: Nikolov, Nachevski (MKD) |
| 2015. november 21. 20:45 | Karabatić 8         | (18–12)     | Dissinger, Vujin 6 | Stade Pierre de Coubertin, Párizs Nézőszám: 3400 Játékvezetők: Nikolov, Nachevski (MKD) |
| 2015. november 21. 20:45 | 6× 3×               | Jegyzőkönyv | 4× 3×              | Stade Pierre de Coubertin, Párizs Nézőszám: 3400 Játékvezetők: Nikolov, Nachevski (MKD) |

| 2015. november 25. 18:30 | Flensburg-Handewitt | 27–25       | Wisła Płock  | Flens Arena, Flensburg Nézőszám: 4367 Játékvezetők: Togstad, Kristiansen (NOR) |
| 2015. november 25. 18:30 | Schmidt 11          | (13–11)     | Zsitnyikov 6 | Flens Arena, Flensburg Nézőszám: 4367 Játékvezetők: Togstad, Kristiansen (NOR) |
| 2015. november 25. 18:30 | 3×                  | Jegyzőkönyv | 3× 3×        | Flens Arena, Flensburg Nézőszám: 4367 Játékvezetők: Togstad, Kristiansen (NOR) |

| 2015. november 26. 19:00 | RK Zagreb | 32–26       | Beşiktaş | Arena Zagreb, Zágráb Nézőszám: 5000 Játékvezetők: Kaveshnikov, Plotnikov (RUS) |
| 2015. november 26. 19:00 | Vujić 9   | (14–11)     | Djukić 7 | Arena Zagreb, Zágráb Nézőszám: 5000 Játékvezetők: Kaveshnikov, Plotnikov (RUS) |
| 2015. november 26. 19:00 | 4× 3×     | Jegyzőkönyv | 4× 3×    | Arena Zagreb, Zágráb Nézőszám: 5000 Játékvezetők: Kaveshnikov, Plotnikov (RUS) |

| 2015. november 28. 15:00 | MVM Veszprém KC | 28–20       | Paris Saint-Germain | Veszprém Aréna, Veszprém Nézőszám: 5019 Játékvezetők: Gousko, Repkin (BLR) |
| 2015. november 28. 15:00 | Ilić 10         | (16–14)     | Narcisse 4          | Veszprém Aréna, Veszprém Nézőszám: 5019 Játékvezetők: Gousko, Repkin (BLR) |
| 2015. november 28. 15:00 | 3× 3×           | Jegyzőkönyv | 3× 3×               | Veszprém Aréna, Veszprém Nézőszám: 5019 Játékvezetők: Gousko, Repkin (BLR) |

| 2015. november 28. 17:30 | RK Celje     | 23–23       | THW Kiel | Zlatorog Arena, Celje Nézőszám: 3700 Játékvezetők: Zotin, Volodkov (RUS) |
| 2015. november 28. 17:30 | Ivić, Janc 4 | (14–14)     | Dahmke 5 | Zlatorog Arena, Celje Nézőszám: 3700 Játékvezetők: Zotin, Volodkov (RUS) |
| 2015. november 28. 17:30 | 5× 3× 1×     | Jegyzőkönyv | 6× 3× 1× | Zlatorog Arena, Celje Nézőszám: 3700 Játékvezetők: Zotin, Volodkov (RUS) |

| 2015. december 5. 20:30 | Wisła Płock        | 23–23       | RK Zagreb | Orlen Arena, Płock Nézőszám: 5300 Játékvezetők: Dobrovits, Tájok (HUN) |
| 2015. december 5. 20:30 | de Toledo, Rocha 6 | (11–12)     | Vujić 6   | Orlen Arena, Płock Nézőszám: 5300 Játékvezetők: Dobrovits, Tájok (HUN) |
| 2015. december 5. 20:30 | 4× 2×              | Jegyzőkönyv | 7× 2×     | Orlen Arena, Płock Nézőszám: 5300 Játékvezetők: Dobrovits, Tájok (HUN) |

| 2015. december 6. 14:15 | THW Kiel | 25–24       | MVM Veszprém KC | Sparkassen-Arena, Kiel Nézőszám: 9870 Játékvezetők: Nikolić, Stojković (SRB) |
| 2015. december 6. 14:15 | Vujin 8  | (11–12)     | Nagy 6          | Sparkassen-Arena, Kiel Nézőszám: 9870 Játékvezetők: Nikolić, Stojković (SRB) |
| 2015. december 6. 14:15 | 2× 3×    | Jegyzőkönyv | 4× 3×           | Sparkassen-Arena, Kiel Nézőszám: 9870 Játékvezetők: Nikolić, Stojković (SRB) |

| 2015. december 6. 17:00 | Paris Saint-Germain | 32–27       | RK Celje              | Stade Pierre de Coubertin, Párizs Nézőszám: 2600 Játékvezetők: Baumgart, Wild (GER) |
| 2015. december 6. 17:00 | Hansen 9            | (17–12)     | Blagotinšek, Mlakar 5 | Stade Pierre de Coubertin, Párizs Nézőszám: 2600 Játékvezetők: Baumgart, Wild (GER) |
| 2015. december 6. 17:00 | 1× 3×               | Jegyzőkönyv | 3× 3×                 | Stade Pierre de Coubertin, Párizs Nézőszám: 2600 Játékvezetők: Baumgart, Wild (GER) |

| 2015. december 6. 20:30 | Beşiktaş  | 26–34       | Flensburg-Handewitt | Sinan Edem Dome, Isztambul Nézőszám: 350 Játékvezetők: Mažeika, Gatelis (LTU) |
| 2015. december 6. 20:30 | Özbahar 8 | (16–17)     | Glandorf 10         | Sinan Edem Dome, Isztambul Nézőszám: 350 Játékvezetők: Mažeika, Gatelis (LTU) |
| 2015. december 6. 20:30 | 2× 3×     | Jegyzőkönyv | 5× 3×               | Sinan Edem Dome, Isztambul Nézőszám: 350 Játékvezetők: Mažeika, Gatelis (LTU) |

| 2016. február 10. 18:45 | RK Zagreb    | 23–25       | Paris Saint-Germain | Arena Zagreb, Zágráb Nézőszám: 15200 Játékvezetők: Togstad, Kristiansen (NOR) |
| 2016. február 10. 18:45 | Mandalinić 5 | (10–15)     | Hansen 7            | Arena Zagreb, Zágráb Nézőszám: 15200 Játékvezetők: Togstad, Kristiansen (NOR) |
| 2016. február 10. 18:45 | 3× 3×        | Jegyzőkönyv | 1× 3×               | Arena Zagreb, Zágráb Nézőszám: 15200 Játékvezetők: Togstad, Kristiansen (NOR) |

| 2016. február 13. 16:00 | Wisła Płock | 26–31       | RK Celje | Orlen Arena, Płock Nézőszám: 4500 Játékvezetők: Geipel, Helbig (GER) |
| 2016. február 13. 16:00 | Rocha 7     | (12–17)     | Janc 8   | Orlen Arena, Płock Nézőszám: 4500 Játékvezetők: Geipel, Helbig (GER) |
| 2016. február 13. 16:00 | 3× 2×       | Jegyzőkönyv | 7× 3× 1× | Orlen Arena, Płock Nézőszám: 4500 Játékvezetők: Geipel, Helbig (GER) |

| 2016. február 13. 18:00 | Beşiktaş | 34–38       | MVM Veszprém KC      | Süleyman Seba Sport Complex, Isztambul Nézőszám: 350 Játékvezetők: Pandžić, Šatordžija (BIH) |
| 2016. február 13. 18:00 | Djukić 8 | (15–21)     | Nilsson, Slišković 6 | Süleyman Seba Sport Complex, Isztambul Nézőszám: 350 Játékvezetők: Pandžić, Šatordžija (BIH) |
| 2016. február 13. 18:00 | 4× 3×    | Jegyzőkönyv | 3× 3×                | Süleyman Seba Sport Complex, Isztambul Nézőszám: 350 Játékvezetők: Pandžić, Šatordžija (BIH) |

| 2016. február 14. 17:30 | Flensburg-Handewitt | 37–27       | THW Kiel  | Flens Arena, Flensburg Nézőszám: 6000 Játékvezetők: López, Ramírez (ESP) |
| 2016. február 14. 17:30 | Schmidt 9           | (17–14)     | Duvnjak 8 | Flens Arena, Flensburg Nézőszám: 6000 Játékvezetők: López, Ramírez (ESP) |
| 2016. február 14. 17:30 | 4× 3×               | Jegyzőkönyv | 5× 3×     | Flens Arena, Flensburg Nézőszám: 6000 Játékvezetők: López, Ramírez (ESP) |

| 2016. február 17. 18:30 | THW Kiel   | 26–24       | Wisła Płock | Sparkassen-Arena, Kiel Nézőszám: 9800 Játékvezetők: Gousko, Repkin (BLR) |
| 2016. február 17. 18:30 | Duvnjak 10 | (14–14)     | Rocha 7     | Sparkassen-Arena, Kiel Nézőszám: 9800 Játékvezetők: Gousko, Repkin (BLR) |
| 2016. február 17. 18:30 | 3× 3×      | Jegyzőkönyv | 5× 3×       | Sparkassen-Arena, Kiel Nézőszám: 9800 Játékvezetők: Gousko, Repkin (BLR) |

| 2016. február 20. 17:00 | Paris Saint-Germain | 40–28       | Beşiktaş  | Stade Pierre de Coubertin, Párizs Nézőszám: 2800 Játékvezetők: Kiyashko, Kiselev (RUS) |
| 2016. február 20. 17:00 | Hansen 10           | (16–11)     | Djukić 11 | Stade Pierre de Coubertin, Párizs Nézőszám: 2800 Játékvezetők: Kiyashko, Kiselev (RUS) |
| 2016. február 20. 17:00 | 5× 3×               | Jegyzőkönyv | 3× 2×     | Stade Pierre de Coubertin, Párizs Nézőszám: 2800 Játékvezetők: Kiyashko, Kiselev (RUS) |

| 2016. február 20. 19:30 | RK Celje | 26–30       | Flensburg-Handewitt | Zlatorog Arena, Celje Nézőszám: 4247 Játékvezetők: Hansen, Pettersen (NOR) |
| 2016. február 20. 19:30 | Janc 7   | (15–12)     | Svan Hansen 8       | Zlatorog Arena, Celje Nézőszám: 4247 Játékvezetők: Hansen, Pettersen (NOR) |
| 2016. február 20. 19:30 | 6× 3×    | Jegyzőkönyv | 4× 3×               | Zlatorog Arena, Celje Nézőszám: 4247 Játékvezetők: Hansen, Pettersen (NOR) |

| 2016. február 21. 17:00 | MVM Veszprém KC | 27–25       | RK Zagreb      | Veszprém Aréna, Veszprém Nézőszám: 5019 Játékvezetők: Johansson, Kliko (SWE) |
| 2016. február 21. 17:00 | Slišković 7     | (16–12)     | négy játékos 4 | Veszprém Aréna, Veszprém Nézőszám: 5019 Játékvezetők: Johansson, Kliko (SWE) |
| 2016. február 21. 17:00 | 4× 3×           | Jegyzőkönyv | 6× 3× 1×       | Veszprém Aréna, Veszprém Nézőszám: 5019 Játékvezetők: Johansson, Kliko (SWE) |

| 2016. február 24. 19:30 | Beşiktaş | 27–32       | THW Kiel | Süleyman Seba Sport Complex, Isztambul Nézőszám: 320 Játékvezetők: Madsen, Mortensen (DEN) |
| 2016. február 24. 19:30 | Djukić 9 | (14–17)     | Vujin 6  | Süleyman Seba Sport Complex, Isztambul Nézőszám: 320 Játékvezetők: Madsen, Mortensen (DEN) |
| 2016. február 24. 19:30 | 3× 3×    | Jegyzőkönyv | 5× 3×    | Süleyman Seba Sport Complex, Isztambul Nézőszám: 320 Játékvezetők: Madsen, Mortensen (DEN) |

| 2016. február 27. 17:30 | Flensburg-Handewitt | 28–29       | MVM Veszprém KC | Flens Arena, Flensburg Nézőszám: 6300 Játékvezetők: Gubica, Milošević (CRO) |
| 2016. február 27. 17:30 | Schmidt 8           | (12–10)     | Nagy 9          | Flens Arena, Flensburg Nézőszám: 6300 Játékvezetők: Gubica, Milošević (CRO) |
| 2016. február 27. 17:30 | 2× 3×               | Jegyzőkönyv | 2× 3×           | Flens Arena, Flensburg Nézőszám: 6300 Játékvezetők: Gubica, Milošević (CRO) |

| 2016. február 27. 17:30 | Wisła Płock       | 22–27       | Paris Saint-Germain | Orlen Arena, Płock Nézőszám: 5400 Játékvezetők: Stark, Ştefan (ROU) |
| 2016. február 27. 17:30 | Toledo, Racoțea 5 | (12–16)     | Hansen 8            | Orlen Arena, Płock Nézőszám: 5400 Játékvezetők: Stark, Ştefan (ROU) |
| 2016. február 27. 17:30 | 2× 3×             | Jegyzőkönyv | 2× 2×               | Orlen Arena, Płock Nézőszám: 5400 Játékvezetők: Stark, Ştefan (ROU) |

| 2016. február 27. 20:00 | RK Zagreb     | 24–23       | RK Celje | Arena Zagreb, Zágráb Nézőszám: 10000 Játékvezetők: Pavićević, Ražnatović (MNE) |
| 2016. február 27. 20:00 | Mandalinić 10 | (8–9)       | Mlakar 7 | Arena Zagreb, Zágráb Nézőszám: 10000 Játékvezetők: Pavićević, Ražnatović (MNE) |
| 2016. február 27. 20:00 | 4× 3×         | Jegyzőkönyv | 5× 3×    | Arena Zagreb, Zágráb Nézőszám: 10000 Játékvezetők: Pavićević, Ražnatović (MNE) |

| 2016. március 3. 19:30 | THW Kiel   | 31–29       | RK Zagreb | Sparkassen-Arena, Kiel Nézőszám: 10285 Játékvezetők: Baďura, Ondogrecula (SVK) |
| 2016. március 3. 19:30 | Duvnjak 10 | (14–17)     | Sebetić 8 | Sparkassen-Arena, Kiel Nézőszám: 10285 Játékvezetők: Baďura, Ondogrecula (SVK) |
| 2016. március 3. 19:30 | 5× 3×      | Jegyzőkönyv | 3× 3× 1×  | Sparkassen-Arena, Kiel Nézőszám: 10285 Játékvezetők: Baďura, Ondogrecula (SVK) |

| 2016. március 5. 17:00 | MVM Veszprém KC | 27–25       | Wisła Płock | Veszprém Aréna, Veszprém Nézőszám: 5000 Játékvezetők: Pandžić, Mošorinski (SRB) |
| 2016. március 5. 17:00 | Ilić 7          | (16–13)     | Daszek 7    | Veszprém Aréna, Veszprém Nézőszám: 5000 Játékvezetők: Pandžić, Mošorinski (SRB) |
| 2016. március 5. 17:00 | 2× 3×           | Jegyzőkönyv | 5× 3×       | Veszprém Aréna, Veszprém Nézőszám: 5000 Játékvezetők: Pandžić, Mošorinski (SRB) |

| 2016. március 5. 18:00 | RK Celje | 43–29       | Beşiktaş  | Zlatorog Arena, Celje Nézőszám: 2800 Játékvezetők: Krkacev, Kolevski (MKD) |
| 2016. március 5. 18:00 | Marguč   | (21–14)     | Pribak 10 | Zlatorog Arena, Celje Nézőszám: 2800 Játékvezetők: Krkacev, Kolevski (MKD) |
| 2016. március 5. 18:00 | 6× 3×    | Jegyzőkönyv | 7× 3×     | Zlatorog Arena, Celje Nézőszám: 2800 Játékvezetők: Krkacev, Kolevski (MKD) |

| 2016. március 6. 17:00 | Paris Saint-Germain | 35–32       | Flensburg-Handewitt | Stade Pierre de Coubertin, Párizs Nézőszám: 4000 Játékvezetők: Nikolić, Stojković (SRB) |
| 2016. március 6. 17:00 | Honrubia 8          | (16–16)     | Eggert, Mahé 5      | Stade Pierre de Coubertin, Párizs Nézőszám: 4000 Játékvezetők: Nikolić, Stojković (SRB) |
| 2016. március 6. 17:00 | 2× 3×               | Jegyzőkönyv | 6× 2×               | Stade Pierre de Coubertin, Párizs Nézőszám: 4000 Játékvezetők: Nikolić, Stojković (SRB) |

### B csoport
| #  | Csapat             | M  | Gy | D | V  | G+  | G–  | Gk  | P  |
| -- | ------------------ | -- | -- | - | -- | --- | --- | --- | -- |
| 1. | FC Barcelona       | 14 | 11 | 1 | 2  | 423 | 372 | +51 | 23 |
| 2. | Vive Targi Kielce  | 14 | 9  | 3 | 2  | 425 | 399 | +26 | 21 |
| 3. | Vardar Szkopje     | 14 | 9  | 0 | 5  | 416 | 373 | +43 | 18 |
| 4. | Rhein-Neckar Löwen | 14 | 8  | 1 | 5  | 369 | 353 | +16 | 17 |
| 5. | Pick Szeged        | 14 | 7  | 1 | 6  | 404 | 390 | +14 | 15 |
| 6. | IFK Kristianstad   | 14 | 3  | 1 | 10 | 409 | 437 | –28 | 7  |
| 7. | Montpellier        | 14 | 3  | 1 | 10 | 372 | 413 | –41 | 7  |
| 8. | KIF Kolding        | 14 | 2  | 0 | 12 | 348 | 429 | –81 | 4  |

| 2015. szeptember 16. 19:00 | IFK Kristianstad | 33–26       | KIF Kolding | Kristianstad Arena, Kristianstad Nézőszám: 4168 Játékvezetők: Elíasson, Pálsson (ISL) |
| 2015. szeptember 16. 19:00 | Björnsen 9       | (16–10)     | Igropulo 6  | Kristianstad Arena, Kristianstad Nézőszám: 4168 Játékvezetők: Elíasson, Pálsson (ISL) |
| 2015. szeptember 16. 19:00 | 5× 3×            | Jegyzőkönyv | 2× 3×       | Kristianstad Arena, Kristianstad Nézőszám: 4168 Játékvezetők: Elíasson, Pálsson (ISL) |

| 2015. szeptember 20. 16:30 | Pick Szeged | 31–30       | Vive Targi Kielce | Városi Sportcsarnok, Szeged Nézőszám: 3000 Játékvezetők: Raluy, Sabroso (ESP) |
| 2015. szeptember 20. 16:30 | Bombač 11   | (17–14)     | Aguinagalde 6     | Városi Sportcsarnok, Szeged Nézőszám: 3000 Játékvezetők: Raluy, Sabroso (ESP) |
| 2015. szeptember 20. 16:30 | 8× 3×       | Jegyzőkönyv | 1× 3×             | Városi Sportcsarnok, Szeged Nézőszám: 3000 Játékvezetők: Raluy, Sabroso (ESP) |

| 2015. szeptember 20. 17:00 | Montpellier | 25–30       | Vardar Szkopje      | Park&Suites Arena, Montpellier Nézőszám: 2700 Játékvezetők: Togstad, Kristiansen (NOR) |
| 2015. szeptember 20. 17:00 | Gajić 8     | (12–9)      | Gyibirov, Maqueda 6 | Park&Suites Arena, Montpellier Nézőszám: 2700 Játékvezetők: Togstad, Kristiansen (NOR) |
| 2015. szeptember 20. 17:00 | 4× 3×       | Jegyzőkönyv | 4× 3×               | Park&Suites Arena, Montpellier Nézőszám: 2700 Játékvezetők: Togstad, Kristiansen (NOR) |

| 2015. szeptember 20. 19:30 | Rhein-Neckar Löwen | 22–21       | FC Barcelona | SAP Arena, Mannheim Nézőszám: 7361 Játékvezetők: Nikolov, Nachevski (MKD) |
| 2015. szeptember 20. 19:30 | Gensheimer 6       | (10–9)      | Lazarov 6    | SAP Arena, Mannheim Nézőszám: 7361 Játékvezetők: Nikolov, Nachevski (MKD) |
| 2015. szeptember 20. 19:30 | 1× 3×              | Jegyzőkönyv | 3× 3×        | SAP Arena, Mannheim Nézőszám: 7361 Játékvezetők: Nikolov, Nachevski (MKD) |

| 2015. szeptember 26. 16:15 | Vive Targi Kielce | 30–23       | Montpellier | Hala Legionów, Kielce Nézőszám: 4200 Játékvezetők: Gousko, Repkin (BLR) |
| 2015. szeptember 26. 16:15 | Bielecki 7        | (12–11)     | Dolenec 6   | Hala Legionów, Kielce Nézőszám: 4200 Játékvezetők: Gousko, Repkin (BLR) |
| 2015. szeptember 26. 16:15 | 1× 3×             | Jegyzőkönyv | 2× 3×       | Hala Legionów, Kielce Nézőszám: 4200 Játékvezetők: Gousko, Repkin (BLR) |

| 2015. szeptember 26. 18:45 | FC Barcelona | 34–32       | IFK Kristianstad | Palau Blaugrana, Barcelona Nézőszám: 3109 Játékvezetők: Lah, Sok (SLO) |
| 2015. szeptember 26. 18:45 | Jallouz 6    | (17–16)     | Björnsen 11      | Palau Blaugrana, Barcelona Nézőszám: 3109 Játékvezetők: Lah, Sok (SLO) |
| 2015. szeptember 26. 18:45 | 1× 3×        | Jegyzőkönyv | 3× 3×            | Palau Blaugrana, Barcelona Nézőszám: 3109 Játékvezetők: Lah, Sok (SLO) |

| 2015. szeptember 27. 16:50 | KIF Kolding | 18–30       | Rhein-Neckar Löwen | Kolding-Hallen, Kolding Nézőszám: 2413 Játékvezetők: Pichon, Reveret (FRA) |
| 2015. szeptember 27. 16:50 | Andersen 4  | (8–12)      | Reinkind, Schmid 6 | Kolding-Hallen, Kolding Nézőszám: 2413 Játékvezetők: Pichon, Reveret (FRA) |
| 2015. szeptember 27. 16:50 | 3× 3×       | Jegyzőkönyv | 5× 3×              | Kolding-Hallen, Kolding Nézőszám: 2413 Játékvezetők: Pichon, Reveret (FRA) |

| 2015. szeptember 27. 17:30 | Vardar Szkopje | 27–23       | Pick Szeged | Jane Sandanski Arena, Szkopje Nézőszám: 5000 Játékvezetők: Baďura, Ondogrecula (SVK) |
| 2015. szeptember 27. 17:30 | Karačić 5      | (11–11)     | Källman 6   | Jane Sandanski Arena, Szkopje Nézőszám: 5000 Játékvezetők: Baďura, Ondogrecula (SVK) |
| 2015. szeptember 27. 17:30 | 2× 3×          | Jegyzőkönyv | 3× 2×       | Jane Sandanski Arena, Szkopje Nézőszám: 5000 Játékvezetők: Baďura, Ondogrecula (SVK) |

| 2015. szeptember 30. 18:30 | Rhein-Neckar Löwen          | 32–32       | Vive Targi Kielce | SAP Arena, Mannheim Nézőszám: 3500 Játékvezetők: Gubica, Milošević (CRO) |
| 2015. szeptember 30. 18:30 | Ekdahl du Rietz, Reinkind 6 | (19–15)     | Jurecki 9         | SAP Arena, Mannheim Nézőszám: 3500 Játékvezetők: Gubica, Milošević (CRO) |
| 2015. szeptember 30. 18:30 | 4× 3×                       | Jegyzőkönyv | 2× 3×             | SAP Arena, Mannheim Nézőszám: 3500 Játékvezetők: Gubica, Milošević (CRO) |

| 2015. október 4. 16:30 | IFK Kristianstad | 25–30       | Vardar Szkopje     | Kristianstad Arena, Kristianstad Nézőszám: 4946 Játékvezetők: Erdoğan, Özdeniz (TUR) |
| 2015. október 4. 16:30 | Tollbring 7      | (13–15)     | Gyibirov, Toskić 7 | Kristianstad Arena, Kristianstad Nézőszám: 4946 Játékvezetők: Erdoğan, Özdeniz (TUR) |
| 2015. október 4. 16:30 | 3× 3×            | Jegyzőkönyv | 4× 3×              | Kristianstad Arena, Kristianstad Nézőszám: 4946 Játékvezetők: Erdoğan, Özdeniz (TUR) |

| 2015. október 4. 17:00 | Montpellier | 30–25       | KIF Kolding          | Park&Suites Arena, Montpellier Nézőszám: 2900 Játékvezetők: Krstič, Ljubič (SLO) |
| 2015. október 4. 17:00 | Mačkovšek 9 | (14–14)     | Anderson, Andersen 9 | Park&Suites Arena, Montpellier Nézőszám: 2900 Játékvezetők: Krstič, Ljubič (SLO) |
| 2015. október 4. 17:00 | 2× 2×       | Jegyzőkönyv | 5× 3×                | Park&Suites Arena, Montpellier Nézőszám: 2900 Játékvezetők: Krstič, Ljubič (SLO) |

| 2015. október 4. 17:00 | Pick Szeged       | 28–30       | FC Barcelona   | Városi Sportcsarnok, Szeged Nézőszám: 3200 Játékvezetők: Caçador, Nicolau (POR) |
| 2015. október 4. 17:00 | Balogh, Källman 7 | (12–13)     | négy játékos 5 | Városi Sportcsarnok, Szeged Nézőszám: 3200 Játékvezetők: Caçador, Nicolau (POR) |
| 2015. október 4. 17:00 | 2× 3×             | Jegyzőkönyv | 4× 3×          | Városi Sportcsarnok, Szeged Nézőszám: 3200 Játékvezetők: Caçador, Nicolau (POR) |

| 2015. október 10. 16:00 | Vive Targi Kielce | 35–27       | IFK Kristianstad | Hala Legionów, Kielce Nézőszám: 4200 Játékvezetők: Horváth, Marton (HUN) |
| 2015. október 10. 16:00 | Aguinagalde 6     | (20–12)     | Björnsen 6       | Hala Legionów, Kielce Nézőszám: 4200 Játékvezetők: Horváth, Marton (HUN) |
| 2015. október 10. 16:00 | 3× 3×             | Jegyzőkönyv | 5× 3×            | Hala Legionów, Kielce Nézőszám: 4200 Játékvezetők: Horváth, Marton (HUN) |

| 2015. október 10. 17:30 | Vardar Szkopje | 25–19       | Rhein-Neckar Löwen | Jane Sandanski Arena, Szkopje Nézőszám: 5500 Játékvezetők: Dinu, Din (ROU) |
| 2015. október 10. 17:30 | Dujsebajev 7   | (11–10)     | Larsen 7           | Jane Sandanski Arena, Szkopje Nézőszám: 5500 Játékvezetők: Dinu, Din (ROU) |
| 2015. október 10. 17:30 | 1× 3×          | Jegyzőkönyv | 2× 3× 1×           | Jane Sandanski Arena, Szkopje Nézőszám: 5500 Játékvezetők: Dinu, Din (ROU) |

| 2015. október 10. 19:00 | FC Barcelona | 37–27       | Montpellier | Palau Blaugrana, Barcelona Nézőszám: 3014 Játékvezetők: Stark, Ştefan (ROU) |
| 2015. október 10. 19:00 | Lazarov 12   | (19–12)     | Gajić 8     | Palau Blaugrana, Barcelona Nézőszám: 3014 Játékvezetők: Stark, Ştefan (ROU) |
| 2015. október 10. 19:00 | 5× 2×        | Jegyzőkönyv | 4× 3×       | Palau Blaugrana, Barcelona Nézőszám: 3014 Játékvezetők: Stark, Ştefan (ROU) |

| 2015. október 11. 16:50 | KIF Kolding   | 22–27       | Pick Szeged | Kolding-Hallen, Kolding Nézőszám: 4042 Játékvezetők: Gousko, Repkin (BLR) |
| 2015. október 11. 16:50 | Spellerberg 8 | (9–16)      | Källman 5   | Kolding-Hallen, Kolding Nézőszám: 4042 Játékvezetők: Gousko, Repkin (BLR) |
| 2015. október 11. 16:50 | 2× 3×         | Jegyzőkönyv | 2× 3×       | Kolding-Hallen, Kolding Nézőszám: 4042 Játékvezetők: Gousko, Repkin (BLR) |

| 2015. október 17. 17:00 | Montpellier | 30–26       | IFK Kristianstad | Park&Suites Arena, Montpellier Nézőszám: 2700 Játékvezetők: Pavićević, Ražnatović (MNE) |
| 2015. október 17. 17:00 | Dolenec 8   | (13–14)     | Björnsen 8       | Park&Suites Arena, Montpellier Nézőszám: 2700 Játékvezetők: Pavićević, Ražnatović (MNE) |
| 2015. október 17. 17:00 | 4× 3×       | Jegyzőkönyv | 7× 3×            | Park&Suites Arena, Montpellier Nézőszám: 2700 Játékvezetők: Pavićević, Ražnatović (MNE) |

| 2015. október 17. 17:30 | Rhein-Neckar Löwen | 30–25       | Pick Szeged      | SAP Arena, Mannheim Nézőszám: 4068 Játékvezetők: Nikolić, Stojković (SRB) |
| 2015. október 17. 17:30 | Schmid 7           | (13–13)     | Balogh, Bombač 5 | SAP Arena, Mannheim Nézőszám: 4068 Játékvezetők: Nikolić, Stojković (SRB) |
| 2015. október 17. 17:30 | 3× 4×              | Jegyzőkönyv | 4× 3×            | SAP Arena, Mannheim Nézőszám: 4068 Játékvezetők: Nikolić, Stojković (SRB) |

| 2015. október 17. 18:00 | Vive Targi Kielce | 30–30       | FC Barcelona | Hala Legionów, Kielce Nézőszám: 4200 Játékvezetők: Krstič, Ljubič (SLO) |
| 2015. október 17. 18:00 | Jurecki 7         | (14–17)     | Lazarov 7    | Hala Legionów, Kielce Nézőszám: 4200 Játékvezetők: Krstič, Ljubič (SLO) |
| 2015. október 17. 18:00 | 3× 2× 1×          | Jegyzőkönyv | 3× 3×        | Hala Legionów, Kielce Nézőszám: 4200 Játékvezetők: Krstič, Ljubič (SLO) |

| 2015. október 18. 16:50 | KIF Kolding     | 33–31       | Vardar Szkopje      | Kolding-Hallen, Kolding Nézőszám: 2948 Játékvezetők: Dobrovits, Tájok (HUN) |
| 2015. október 18. 16:50 | L. Andersson 10 | (17–15)     | Gyibirov, Maqueda 7 | Kolding-Hallen, Kolding Nézőszám: 2948 Játékvezetők: Dobrovits, Tájok (HUN) |
| 2015. október 18. 16:50 | 4× 2× 1×        | Jegyzőkönyv | 5× 2×               | Kolding-Hallen, Kolding Nézőszám: 2948 Játékvezetők: Dobrovits, Tájok (HUN) |

| 2015. október 22. 19:30 | IFK Kristianstad | 32–29       | Rhein-Neckar Löwen | Kristianstad Arena, Kristianstad Nézőszám: 4531 Játékvezetők: Gousko, Repkin (BLR) |
| 2015. október 22. 19:30 | Dzsamáli 8       | (20–12)     | Schmid 7           | Kristianstad Arena, Kristianstad Nézőszám: 4531 Játékvezetők: Gousko, Repkin (BLR) |
| 2015. október 22. 19:30 | 5× 3×            | Jegyzőkönyv | 5× 3×              | Kristianstad Arena, Kristianstad Nézőszám: 4531 Játékvezetők: Gousko, Repkin (BLR) |

| 2015. október 24. 17:00 | Pick Szeged | 28–27       | Montpellier | Városi Sportcsarnok, Szeged Nézőszám: 3200 Játékvezetők: Gubica, Milošević (CRO) |
| 2015. október 24. 17:00 | Bombač 8    | (14–14)     | Dolenec 6   | Városi Sportcsarnok, Szeged Nézőszám: 3200 Játékvezetők: Gubica, Milošević (CRO) |
| 2015. október 24. 17:00 | 4× 3×       | Jegyzőkönyv | 5× 3× 1×    | Városi Sportcsarnok, Szeged Nézőszám: 3200 Játékvezetők: Gubica, Milošević (CRO) |

| 2015. október 24. 17:30 | Vardar Szkopje     | 34–24       | Vive Targi Kielce | Jane Sandanski Arena, Szkopje Nézőszám: 6000 Játékvezetők: Stoļarovs, Līcis (LAT) |
| 2015. október 24. 17:30 | Gyibirov, Gorbok 8 | (18–14)     | Aguinagalde 6     | Jane Sandanski Arena, Szkopje Nézőszám: 6000 Játékvezetők: Stoļarovs, Līcis (LAT) |
| 2015. október 24. 17:30 | 6× 2×              | Jegyzőkönyv | 8× 3×             | Jane Sandanski Arena, Szkopje Nézőszám: 6000 Játékvezetők: Stoļarovs, Līcis (LAT) |

| 2015. október 24. 20:05 | FC Barcelona | 28–25       | KIF Kolding    | Palau Blaugrana, Barcelona Nézőszám: 3074 Játékvezetők: Geipel, Helbig (GER) |
| 2015. október 24. 20:05 | Lazarov 10   | (11–13)     | L. Andersson 8 | Palau Blaugrana, Barcelona Nézőszám: 3074 Játékvezetők: Geipel, Helbig (GER) |
| 2015. október 24. 20:05 | 4× 2×        | Jegyzőkönyv | 4× 3×          | Palau Blaugrana, Barcelona Nézőszám: 3074 Játékvezetők: Geipel, Helbig (GER) |

| 2015. november 14. 19:00 | Pick Szeged | 35–28       | IFK Kristianstad | Városi Sportcsarnok, Szeged Nézőszám: 3000 Játékvezetők: Zotin, Volodkov (RUS) |
| 2015. november 14. 19:00 | Källman 8   | (19–14)     | Dzsamáli 8       | Városi Sportcsarnok, Szeged Nézőszám: 3000 Játékvezetők: Zotin, Volodkov (RUS) |
| 2015. november 14. 19:00 | 3× 2×       | Jegyzőkönyv | 5× 3×            | Városi Sportcsarnok, Szeged Nézőszám: 3000 Játékvezetők: Zotin, Volodkov (RUS) |

| 2015. november 14. 19:30 | FC Barcelona | 31–30       | Vardar Szkopje | Palau Blaugrana, Barcelona Nézőszám: 3908 Játékvezetők: Horáček, Novotný (CZE) |
| 2015. november 14. 19:30 | Jallouz 12   | (16–13)     | Gorbok 8       | Palau Blaugrana, Barcelona Nézőszám: 3908 Játékvezetők: Horáček, Novotný (CZE) |
| 2015. november 14. 19:30 | 4× 3×        | Jegyzőkönyv | 3× 3×          | Palau Blaugrana, Barcelona Nézőszám: 3908 Játékvezetők: Horáček, Novotný (CZE) |

| 2015. november 15. 15:00 | Montpellier  | 28–30       | Rhein-Neckar Löwen | Park&Suites Arena, Montpellier Nézőszám: 6000 Játékvezetők: Santos, Fonseca (POR) |
| 2015. november 15. 15:00 | öt játékos 4 | (15–16)     | Ekdahl du Rietz 7  | Park&Suites Arena, Montpellier Nézőszám: 6000 Játékvezetők: Santos, Fonseca (POR) |
| 2015. november 15. 15:00 | 3× 3×        | Jegyzőkönyv | 2× 2×              | Park&Suites Arena, Montpellier Nézőszám: 6000 Játékvezetők: Santos, Fonseca (POR) |

| 2015. november 15. 16:50 | KIF Kolding    | 25–33       | Vive Targi Kielce | Kolding-Hallen, Kolding Nézőszám: 4000 Játékvezetők: Jurinović, Mrvica (CRO) |
| 2015. november 15. 16:50 | L. Andersson 7 | (15–13)     | Bielecki 7        | Kolding-Hallen, Kolding Nézőszám: 4000 Játékvezetők: Jurinović, Mrvica (CRO) |
| 2015. november 15. 16:50 | 2× 3×          | Jegyzőkönyv | 1× 2×             | Kolding-Hallen, Kolding Nézőszám: 4000 Játékvezetők: Jurinović, Mrvica (CRO) |

| 2015. november 18. 18:45 | Rhein-Neckar Löwen | 25–21       | Montpellier | SAP Arena, Mannheim Nézőszám: 3409 Játékvezetők: Hansen, Pettersen (NOR) |
| 2015. november 18. 18:45 | Groetzki 5         | (16–10)     | Dolenec 5   | SAP Arena, Mannheim Nézőszám: 3409 Játékvezetők: Hansen, Pettersen (NOR) |
| 2015. november 18. 18:45 | 2× 3×              | Jegyzőkönyv | 3× 3×       | SAP Arena, Mannheim Nézőszám: 3409 Játékvezetők: Hansen, Pettersen (NOR) |

| 2015. november 18. 19:00 | IFK Kristianstad | 32–34       | Pick Szeged | Kristianstad Arena, Kristianstad Nézőszám: 4793 Játékvezetők: Krstič, Ljubič (SLO) |
| 2015. november 18. 19:00 | Dzsamáli 10      | (19–16)     | Bombač 13   | Kristianstad Arena, Kristianstad Nézőszám: 4793 Játékvezetők: Krstič, Ljubič (SLO) |
| 2015. november 18. 19:00 | 5× 3×            | Jegyzőkönyv | 4× 3× 1×    | Kristianstad Arena, Kristianstad Nézőszám: 4793 Játékvezetők: Krstič, Ljubič (SLO) |

| 2015. november 22. 17:45 | Vardar Szkopje | 25–27       | FC Barcelona | Jane Sandanski Arena, Szkopje Nézőszám: 5500 Játékvezetők: Gjeding, Hansen (DEN) |
| 2015. november 22. 17:45 | Gorbok 5       | (15–12)     | Jallouz 8    | Jane Sandanski Arena, Szkopje Nézőszám: 5500 Játékvezetők: Gjeding, Hansen (DEN) |
| 2015. november 22. 17:45 | 3× 3× 2×       | Jegyzőkönyv | 2×           | Jane Sandanski Arena, Szkopje Nézőszám: 5500 Játékvezetők: Gjeding, Hansen (DEN) |

| 2015. november 22. 19:00 | Vive Targi Kielce | 33–31       | KIF Kolding    | Hala Legionów, Kielce Nézőszám: 4200 Játékvezetők: Pavićević, Ražnatović (MNE) |
| 2015. november 22. 19:00 | Bielecki 8        | (13–14)     | Spellerberg 10 | Hala Legionów, Kielce Nézőszám: 4200 Játékvezetők: Pavićević, Ražnatović (MNE) |
| 2015. november 22. 19:00 | 2× 2×             | Jegyzőkönyv | 4× 3×          | Hala Legionów, Kielce Nézőszám: 4200 Játékvezetők: Pavićević, Ražnatović (MNE) |

| 2015. november 26. 20:45 | Rhein-Neckar Löwen | 29–20       | IFK Kristianstad | Fraport Arena, Frankfurt Nézőszám: 1868 Játékvezetők: Horáček, Novotný (CZE) |
| 2015. november 26. 20:45 | Schmid 11          | (15–10)     | Tollbring 5      | Fraport Arena, Frankfurt Nézőszám: 1868 Játékvezetők: Horáček, Novotný (CZE) |
| 2015. november 26. 20:45 | 1× 2×              | Jegyzőkönyv | 4× 3×            | Fraport Arena, Frankfurt Nézőszám: 1868 Játékvezetők: Horáček, Novotný (CZE) |

| 2015. november 28. 16:00 | Vive Targi Kielce | 23–20       | Vardar Szkopje     | Hala Legionów, Kielce Nézőszám: 4200 Játékvezetők: Santos, Fonseca (POR) |
| 2015. november 28. 16:00 | Jurecki 5         | (10–6)      | Gorbok, Marsenić 5 | Hala Legionów, Kielce Nézőszám: 4200 Játékvezetők: Santos, Fonseca (POR) |
| 2015. november 28. 16:00 | 3× 3× 1×          | Jegyzőkönyv | 4× 3×              | Hala Legionów, Kielce Nézőszám: 4200 Játékvezetők: Santos, Fonseca (POR) |

| 2015. november 29. 16:50 | KIF Kolding   | 28–36       | FC Barcelona | Brøndby Hall, Brøndby Nézőszám: 4911 Játékvezetők: Baďura, Ondogrecula (SVK) |
| 2015. november 29. 16:50 | Spellerberg 7 | (15–16)     | Jallouz 9    | Brøndby Hall, Brøndby Nézőszám: 4911 Játékvezetők: Baďura, Ondogrecula (SVK) |
| 2015. november 29. 16:50 | 2× 3×         | Jegyzőkönyv | 3× 3×        | Brøndby Hall, Brøndby Nézőszám: 4911 Játékvezetők: Baďura, Ondogrecula (SVK) |

| 2015. november 29. 17:00 | Montpellier | 29–29       | Pick Szeged | Park&Suites Arena, Montpellier Nézőszám: 2850 Játékvezetők: Dinu, Din (ROU) |
| 2015. november 29. 17:00 | Dolenec 8   | (17–17)     | Bombač 9    | Park&Suites Arena, Montpellier Nézőszám: 2850 Játékvezetők: Dinu, Din (ROU) |
| 2015. november 29. 17:00 | 7× 2×       | Jegyzőkönyv | 5× 3×       | Park&Suites Arena, Montpellier Nézőszám: 2850 Játékvezetők: Dinu, Din (ROU) |

| 2015. december 5. 17:30 | Vardar Szkopje | 34–24       | KIF Kolding   | Jane Sandanski Arena, Szkopje Nézőszám: 4000 Játékvezetők: Kiyashko, Kiselev (RUS) |
| 2015. december 5. 17:30 | négy játékos 4 | (18–8)      | Spellerberg 6 | Jane Sandanski Arena, Szkopje Nézőszám: 4000 Játékvezetők: Kiyashko, Kiselev (RUS) |
| 2015. december 5. 17:30 | 3× 3×          | Jegyzőkönyv | 1× 2×         | Jane Sandanski Arena, Szkopje Nézőszám: 4000 Játékvezetők: Kiyashko, Kiselev (RUS) |

| 2015. december 5. 18:00 | IFK Kristianstad | 29–30       | Montpellier | Kristianstad Arena, Kristianstad Nézőszám: 4851 Játékvezetők: Brunovsky, Čanda (SVK) |
| 2015. december 5. 18:00 | Cederholm 8      | (15–15)     | Toumi 8     | Kristianstad Arena, Kristianstad Nézőszám: 4851 Játékvezetők: Brunovsky, Čanda (SVK) |
| 2015. december 5. 18:00 | 3× 3×            | Jegyzőkönyv | 6× 3×       | Kristianstad Arena, Kristianstad Nézőszám: 4851 Játékvezetők: Brunovsky, Čanda (SVK) |

| 2015. december 5. 18:30 | FC Barcelona | 31–33       | Vive Targi Kielce | Palau Blaugrana, Barcelona Nézőszám: 4231 Játékvezetők: Togstad, Kristiansen (NOR) |
| 2015. december 5. 18:30 | Lazarov 11   | (19–16)     | Bielecki 9        | Palau Blaugrana, Barcelona Nézőszám: 4231 Játékvezetők: Togstad, Kristiansen (NOR) |
| 2015. december 5. 18:30 | 3× 3×        | Jegyzőkönyv | 4× 3×             | Palau Blaugrana, Barcelona Nézőszám: 4231 Játékvezetők: Togstad, Kristiansen (NOR) |

| 2015. december 5. 20:45 | Pick Szeged | 30–24       | Rhein-Neckar Löwen | Városi Sportcsarnok, Szeged Nézőszám: 3200 Játékvezetők: Stoļarovs, Līcis (LAT) |
| 2015. december 5. 20:45 | Bombač 11   | (14–12)     | Larsen 8           | Városi Sportcsarnok, Szeged Nézőszám: 3200 Játékvezetők: Stoļarovs, Līcis (LAT) |
| 2015. december 5. 20:45 | 4× 3×       | Jegyzőkönyv | 5× 2×              | Városi Sportcsarnok, Szeged Nézőszám: 3200 Játékvezetők: Stoļarovs, Līcis (LAT) |

| 2016. február 11. 19:00 | IFK Kristianstad | 35–35       | Vive Targi Kielce | Kristianstad Arena, Kristianstad Nézőszám: 4653 Játékvezetők: Baďura, Ondogrecula (SVK) |
| 2016. február 11. 19:00 | Dzsamáli 8       | (17–19)     | Reichmann 9       | Kristianstad Arena, Kristianstad Nézőszám: 4653 Játékvezetők: Baďura, Ondogrecula (SVK) |
| 2016. február 11. 19:00 | 3× 3×            | Jegyzőkönyv | 3× 3×             | Kristianstad Arena, Kristianstad Nézőszám: 4653 Játékvezetők: Baďura, Ondogrecula (SVK) |

| 2016. február 11. 19:30 | Rhein-Neckar Löwen | 28–27       | Vardar Szkopje | Fraport Arena, Frankfurt Nézőszám: 3274 Játékvezetők: Mažeika, Gatelis (LTU) |
| 2016. február 11. 19:30 | Schmid 10          | (14–15)     | Gorbok 7       | Fraport Arena, Frankfurt Nézőszám: 3274 Játékvezetők: Mažeika, Gatelis (LTU) |
| 2016. február 11. 19:30 | 1× 3×              | Jegyzőkönyv | 3× 3×          | Fraport Arena, Frankfurt Nézőszám: 3274 Játékvezetők: Mažeika, Gatelis (LTU) |

| 2016. február 14. 17:00 | Pick Szeged | 34–23       | KIF Kolding    | Városi Sportcsarnok, Szeged Nézőszám: 3100 Játékvezetők: Horáček, Novotný (CZE) |
| 2016. február 14. 17:00 | García 6    | (18–13)     | L. Andersson 5 | Városi Sportcsarnok, Szeged Nézőszám: 3100 Játékvezetők: Horáček, Novotný (CZE) |
| 2016. február 14. 17:00 | 2× 3×       | Jegyzőkönyv | 3× 3×          | Városi Sportcsarnok, Szeged Nézőszám: 3100 Játékvezetők: Horáček, Novotný (CZE) |

| 2016. február 14. 17:00 | Montpellier | 23–31       | FC Barcelona | Park&Suites Arena, Montpellier Nézőszám: 7500 Játékvezetők: Gubica, Milošević (CRO) |
| 2016. február 14. 17:00 | Gajić 8     | (11–15)     | Lazarov 9    | Park&Suites Arena, Montpellier Nézőszám: 7500 Játékvezetők: Gubica, Milošević (CRO) |
| 2016. február 14. 17:00 | 2× 3×       | Jegyzőkönyv | 1× 3×        | Park&Suites Arena, Montpellier Nézőszám: 7500 Játékvezetők: Gubica, Milošević (CRO) |

| 2016. február 20. 17:30 | Vardar Szkopje | 38–36       | IFK Kristianstad     | Jane Sandanski Arena, Szkopje Nézőszám: 4876 Játékvezetők: Kaveshnikov, Plotnikov (RUS) |
| 2016. február 20. 17:30 | Cindrić 8      | (21–19)     | Björnsen, Dzsamáli 7 | Jane Sandanski Arena, Szkopje Nézőszám: 4876 Játékvezetők: Kaveshnikov, Plotnikov (RUS) |
| 2016. február 20. 17:30 | 1× 3×          | Jegyzőkönyv | 2× 3×                | Jane Sandanski Arena, Szkopje Nézőszám: 4876 Játékvezetők: Kaveshnikov, Plotnikov (RUS) |

| 2016. február 20. 17:30 | Vive Targi Kielce | 28–27       | Rhein-Neckar Löwen | Hala Legionów, Kielce Nézőszám: 4200 Játékvezetők: Elíasson, Pálsson (ISL) |
| 2016. február 20. 17:30 | Buntić, Čupić 5   | (12–10)     | Larsen 6           | Hala Legionów, Kielce Nézőszám: 4200 Játékvezetők: Elíasson, Pálsson (ISL) |
| 2016. február 20. 17:30 | 4× 3×             | Jegyzőkönyv | 5× 3×              | Hala Legionów, Kielce Nézőszám: 4200 Játékvezetők: Elíasson, Pálsson (ISL) |

| 2016. február 21. 16:50 | KIF Kolding      | 27–26       | Montpellier | Kolding-Hallen, Kolding Nézőszám: 3204 Játékvezetők: Erdoğan, Özdeniz (TUR) |
| 2016. február 21. 16:50 | Igropulo, Laen 6 | (14–12)     | Toumi 7     | Kolding-Hallen, Kolding Nézőszám: 3204 Játékvezetők: Erdoğan, Özdeniz (TUR) |
| 2016. február 21. 16:50 | 2× 3×            | Jegyzőkönyv | 3× 3×       | Kolding-Hallen, Kolding Nézőszám: 3204 Játékvezetők: Erdoğan, Özdeniz (TUR) |

| 2016. február 21. 17:00 | FC Barcelona       | 30–25       | Pick Szeged | Palau Blaugrana, Barcelona Nézőszám: 4766 Játékvezetők: Dentz, Reibel (FRA) |
| 2016. február 21. 17:00 | Jallouz, Lazarov 6 | (19–14)     | Bombač 6    | Palau Blaugrana, Barcelona Nézőszám: 4766 Játékvezetők: Dentz, Reibel (FRA) |
| 2016. február 21. 17:00 | 2× 3×              | Jegyzőkönyv | 3× 3×       | Palau Blaugrana, Barcelona Nézőszám: 4766 Játékvezetők: Dentz, Reibel (FRA) |

| 2016. február 27. 18:00 | IFK Kristianstad | 24–31       | FC Barcelona | Kristianstad Arena, Kristianstad Nézőszám: 5112 Játékvezetők: Horáček, Novotný (CZE) |
| 2016. február 27. 18:00 | Tollbring 4      | (12–19)     | Lazarov 9    | Kristianstad Arena, Kristianstad Nézőszám: 5112 Játékvezetők: Horáček, Novotný (CZE) |
| 2016. február 27. 18:00 | 3× 3×            | Jegyzőkönyv | 3× 1×        | Kristianstad Arena, Kristianstad Nézőszám: 5112 Játékvezetők: Horáček, Novotný (CZE) |

| 2016. február 28. 17:30 | Pick Szeged | 29–31       | Vardar Szkopje | Városi Sportcsarnok, Szeged Nézőszám: 3200 Játékvezetők: Togstad, Kristiansen (NOR) |
| 2016. február 28. 17:30 | Bombač 7    | (14–13)     | Maqueda 8      | Városi Sportcsarnok, Szeged Nézőszám: 3200 Játékvezetők: Togstad, Kristiansen (NOR) |
| 2016. február 28. 17:30 | 4× 3×       | Jegyzőkönyv | 5× 3×          | Városi Sportcsarnok, Szeged Nézőszám: 3200 Játékvezetők: Togstad, Kristiansen (NOR) |

| 2016. február 28. 17:30 | Montpellier | 27–32       | Vive Targi Kielce | Park&Suites Arena, Montpellier Nézőszám: 5000 Játékvezetők: Stoļarovs, Līcis (LAT) |
| 2016. február 28. 17:30 | Fabregas 5  | (16–17)     | Čupić 7           | Park&Suites Arena, Montpellier Nézőszám: 5000 Játékvezetők: Stoļarovs, Līcis (LAT) |
| 2016. február 28. 17:30 | 2× 3×       | Jegyzőkönyv | 4× 3×             | Park&Suites Arena, Montpellier Nézőszám: 5000 Játékvezetők: Stoļarovs, Līcis (LAT) |

| 2016. február 28. 19:30 | Rhein-Neckar Löwen | 24–20       | KIF Kolding                 | Fraport Arena, Frankfurt Nézőszám: 2824 Játékvezetők: Krstič, Ljubič (SLO) |
| 2016. február 28. 19:30 | Sigurmannsson      | (12–11)     | L. Andersson, Spellerberg 5 | Fraport Arena, Frankfurt Nézőszám: 2824 Játékvezetők: Krstič, Ljubič (SLO) |
| 2016. február 28. 19:30 | 1× 3×              | Jegyzőkönyv | 3× 3×                       | Fraport Arena, Frankfurt Nézőszám: 2824 Játékvezetők: Krstič, Ljubič (SLO) |

| 2016. március 5. 17:30 | Vardar Szkopje          | 34–26       | Montpellier | Jane Sandanski Arena, Szkopje Nézőszám: 5000 Játékvezetők: Covalciuc, Covalciuc (MDA) |
| 2016. március 5. 17:30 | Dujsebajev, Manaszkov 7 | (17–17)     | Gajić 6     | Jane Sandanski Arena, Szkopje Nézőszám: 5000 Játékvezetők: Covalciuc, Covalciuc (MDA) |
| 2016. március 5. 17:30 | 1× 2×                   | Jegyzőkönyv | 2× 3×       | Jane Sandanski Arena, Szkopje Nézőszám: 5000 Játékvezetők: Covalciuc, Covalciuc (MDA) |

| 2016. március 5. 20:30 | FC Barcelona       | 26–20       | Rhein-Neckar Löwen | Palau Blaugrana, Barcelona Nézőszám: 4714 Játékvezetők: Gjeding, Hansen (DEN) |
| 2016. március 5. 20:30 | Jallouz, Lazarov 6 | (11–10)     | Schmid 5           | Palau Blaugrana, Barcelona Nézőszám: 4714 Játékvezetők: Gjeding, Hansen (DEN) |
| 2016. március 5. 20:30 | 3× 2×              | Jegyzőkönyv | 2×                 | Palau Blaugrana, Barcelona Nézőszám: 4714 Játékvezetők: Gjeding, Hansen (DEN) |

| 2016. március 6. 16:50 | KIF Kolding | 21–30       | IFK Kristianstad | Brøndby Hall, Brøndby Nézőszám: 4712 Játékvezetők: Baumgart, Wild (GER) |
| 2016. március 6. 16:50 | Jacobsen 5  | (13–11)     | Tollbring 6      | Brøndby Hall, Brøndby Nézőszám: 4712 Játékvezetők: Baumgart, Wild (GER) |
| 2016. március 6. 16:50 | 7× 3× 1×    | Jegyzőkönyv | 8× 3× 1×         | Brøndby Hall, Brøndby Nézőszám: 4712 Játékvezetők: Baumgart, Wild (GER) |

| 2016. március 6. 18:00 | Vive Targi Kielce | 27–26       | Pick Szeged | Hala Legionów, Kielce Nézőszám: 4200 Játékvezetők: Brunovsky, Čanda (SVK) |
| 2016. március 6. 18:00 | Čupić, Štrlek 5   | (12–16)     | García 6    | Hala Legionów, Kielce Nézőszám: 4200 Játékvezetők: Brunovsky, Čanda (SVK) |
| 2016. március 6. 18:00 | 4× 3×             | Jegyzőkönyv | 4× 3×       | Hala Legionów, Kielce Nézőszám: 4200 Játékvezetők: Brunovsky, Čanda (SVK) |

### C csoport
| #  | Csapat                | M  | Gy | D | V | G+  | G–  | Gk  | P  |
| -- | --------------------- | -- | -- | - | - | --- | --- | --- | -- |
| 1. | Meskov Breszt         | 10 | 8  | 0 | 2 | 321 | 264 | +57 | 16 |
| 2. | Logroño               | 10 | 7  | 0 | 3 | 298 | 270 | +28 | 14 |
| 3. | Porto                 | 10 | 7  | 0 | 3 | 296 | 265 | +31 | 14 |
| 4. | Csehovszkije Medvegyi | 10 | 4  | 0 | 6 | 271 | 292 | –21 | 8  |
| 5. | Vojvodina             | 10 | 2  | 0 | 8 | 241 | 297 | –56 | 4  |
| 6. | Tatran Prešov         | 10 | 2  | 0 | 8 | 240 | 279 | –39 | 4  |

| 2015. szeptember 17. 19:00 | Csehovszkije Medvegyi | 27–26       | Logroño    | Olimpiysky Sport Palace, Csehov Nézőszám: 1500 Játékvezetők: Dobrovits, Tájok (HUN) |
| 2015. szeptember 17. 19:00 | A. Kotov 6            | (13–13)     | Malmagro 8 | Olimpiysky Sport Palace, Csehov Nézőszám: 1500 Játékvezetők: Dobrovits, Tájok (HUN) |
| 2015. szeptember 17. 19:00 | 5× 1×                 | Jegyzőkönyv | 2× 3×      | Olimpiysky Sport Palace, Csehov Nézőszám: 1500 Játékvezetők: Dobrovits, Tájok (HUN) |

| 2015. szeptember 19. 18:00 | Meskov Breszt   | 34–22       | Vojvodina     | Universal Sports Complex Victoria, Breszt Nézőszám: 2500 Játékvezetők: Olesen, Pedersen (DEN) |
| 2015. szeptember 19. 18:00 | három játékos 5 | (15–14)     | Rasztvorcev 7 | Universal Sports Complex Victoria, Breszt Nézőszám: 2500 Játékvezetők: Olesen, Pedersen (DEN) |
| 2015. szeptember 19. 18:00 | 3× 3×           | Jegyzőkönyv | 7× 3× 1×      | Universal Sports Complex Victoria, Breszt Nézőszám: 2500 Játékvezetők: Olesen, Pedersen (DEN) |

| 2015. szeptember 19. 18:00 | Porto             | 33–23       | Tatran Prešov | Dragão Caixa, Porto Nézőszám: 1151 Játékvezetők: Brkic, Jusufhodzic (AUT) |
| 2015. szeptember 19. 18:00 | Duarte, Morales 6 | (14–11)     | Furlan 7      | Dragão Caixa, Porto Nézőszám: 1151 Játékvezetők: Brkic, Jusufhodzic (AUT) |
| 2015. szeptember 19. 18:00 | 5× 3×             | Jegyzőkönyv | 5× 3×         | Dragão Caixa, Porto Nézőszám: 1151 Játékvezetők: Brkic, Jusufhodzic (AUT) |

| 2015. szeptember 26. 15:00 | Tatran Prešov | 20–30       | Meskov Breszt   | City Hall Prešov, Eperjes Nézőszám: 2600 Játékvezetők: Stark, Ştefan (ROU) |
| 2015. szeptember 26. 15:00 | Antl 5        | (11–14)     | három játékos 4 | City Hall Prešov, Eperjes Nézőszám: 2600 Játékvezetők: Stark, Ştefan (ROU) |
| 2015. szeptember 26. 15:00 | 3× 3×         | Jegyzőkönyv | 4× 3×           | City Hall Prešov, Eperjes Nézőszám: 2600 Játékvezetők: Stark, Ştefan (ROU) |

| 2015. szeptember 26. 18:00 | Logroño    | 30–23       | Porto    | Palacio de los Deportes de La Rioja, Logroño Nézőszám: 2000 Játékvezetők: Johansson, Kliko (SWE) |
| 2015. szeptember 26. 18:00 | Malmagro 8 | (10–12)     | Duarte 5 | Palacio de los Deportes de La Rioja, Logroño Nézőszám: 2000 Játékvezetők: Johansson, Kliko (SWE) |
| 2015. szeptember 26. 18:00 | 4× 3×      | Jegyzőkönyv | 5× 3×    | Palacio de los Deportes de La Rioja, Logroño Nézőszám: 2000 Játékvezetők: Johansson, Kliko (SWE) |

| 2015. szeptember 26. 18:00 | Vojvodina     | 26–24       | Csehovszkije Medvegyi | SC Slana Bara, Újvidék Nézőszám: 1500 Játékvezetők: Santos, Fonseca (POR) |
| 2015. szeptember 26. 18:00 | Marjanović 11 | (12–13)     | Kovaljov 10           | SC Slana Bara, Újvidék Nézőszám: 1500 Játékvezetők: Santos, Fonseca (POR) |
| 2015. szeptember 26. 18:00 | 6× 3×         | Jegyzőkönyv | 5× 3×                 | SC Slana Bara, Újvidék Nézőszám: 1500 Játékvezetők: Santos, Fonseca (POR) |

| 2015. október 1. 19:00 | Csehovszkije Medvegyi | 27–33       | Meskov Breszt | Olimpiysky Sport Palace, Csehov Nézőszám: 1460 Játékvezetők: Baumgart, Wild (GER) |
| 2015. október 1. 19:00 | K. Kotov 6            | (14–17)     | Stojković 10  | Olimpiysky Sport Palace, Csehov Nézőszám: 1460 Játékvezetők: Baumgart, Wild (GER) |
| 2015. október 1. 19:00 | 2× 3×                 | Jegyzőkönyv | 2× 3×         | Olimpiysky Sport Palace, Csehov Nézőszám: 1460 Játékvezetők: Baumgart, Wild (GER) |

| 2015. október 1. 19:30 | Vojvodina | 23–27       | Porto           | SC Slana Bara, Újvidék Nézőszám: 4000 Játékvezetők: Kékes, Kékes (HUN) |
| 2015. október 1. 19:30 | Nikolić 6 | (8–14)      | Areia, Duarte 5 | SC Slana Bara, Újvidék Nézőszám: 4000 Játékvezetők: Kékes, Kékes (HUN) |
| 2015. október 1. 19:30 | 4× 3×     | Jegyzőkönyv | 5× 3×           | SC Slana Bara, Újvidék Nézőszám: 4000 Játékvezetők: Kékes, Kékes (HUN) |

| 2015. október 3. 16:00 | Logroño            | 37–29       | Tatran Prešov    | Palacio de los Deportes de La Rioja, Logroño Nézőszám: 2000 Játékvezetők: Pavićević, Ražnatović (MNE) |
| 2015. október 3. 16:00 | Fernández Pérez 14 | (22–15)     | Antl, Szadovij 8 | Palacio de los Deportes de La Rioja, Logroño Nézőszám: 2000 Játékvezetők: Pavićević, Ražnatović (MNE) |
| 2015. október 3. 16:00 | 4× 3×              | Jegyzőkönyv | 7× 2× 1×         | Palacio de los Deportes de La Rioja, Logroño Nézőszám: 2000 Játékvezetők: Pavićević, Ražnatović (MNE) |

| 2015. október 7. 20:00 | Meskov Breszt | 31–33       | Logroño    | Universal Sports Complex Victoria, Breszt Nézőszám: 3000 Játékvezetők: Nikolov, Nachevski (MKD) |
| 2015. október 7. 20:00 | Atman 6       | (17–15)     | Malmagro 9 | Universal Sports Complex Victoria, Breszt Nézőszám: 3000 Játékvezetők: Nikolov, Nachevski (MKD) |
| 2015. október 7. 20:00 | 3× 3×         | Jegyzőkönyv | 2× 3×      | Universal Sports Complex Victoria, Breszt Nézőszám: 3000 Játékvezetők: Nikolov, Nachevski (MKD) |

| 2015. október 10. 15:30 | Tatran Prešov | 19–27       | Vojvodina    | City Hall Prešov, Eperjes Nézőszám: 1227 Játékvezetők: Kurtagic, Wetterwik (SWE) |
| 2015. október 10. 15:30 | Peskov 5      | (10–14)     | Marjanović 7 | City Hall Prešov, Eperjes Nézőszám: 1227 Játékvezetők: Kurtagic, Wetterwik (SWE) |
| 2015. október 10. 15:30 | 1× 3×         | Jegyzőkönyv | 2× 3×        | City Hall Prešov, Eperjes Nézőszám: 1227 Játékvezetők: Kurtagic, Wetterwik (SWE) |

| 2015. október 10. 18:00 | Porto    | 31–27       | Csehovszkije Medvegyi | Dragão Caixa, Porto Nézőszám: 1705 Játékvezetők: Pichon, Reveret (FRA) |
| 2015. október 10. 18:00 | Santos 7 | (12–14)     | Selesztyukov 6        | Dragão Caixa, Porto Nézőszám: 1705 Játékvezetők: Pichon, Reveret (FRA) |
| 2015. október 10. 18:00 | 7× 3×    | Jegyzőkönyv | 7× 3×                 | Dragão Caixa, Porto Nézőszám: 1705 Játékvezetők: Pichon, Reveret (FRA) |

| 2015. október 17. 18:00 | Porto    | 29–28       | Meskov Breszt | Dragão Caixa, Porto Nézőszám: 2012 Játékvezetők: Leandersson, Lindroos (FIN) |
| 2015. október 17. 18:00 | Duarte 5 | (16–11)     | Stojković 9   | Dragão Caixa, Porto Nézőszám: 2012 Játékvezetők: Leandersson, Lindroos (FIN) |
| 2015. október 17. 18:00 | 6× 3× 1× | Jegyzőkönyv | 5× 3×         | Dragão Caixa, Porto Nézőszám: 2012 Játékvezetők: Leandersson, Lindroos (FIN) |

| 2015. október 17. 18:00 | Vojvodina            | 26–31       | Logroño           | SC Slana Bara, Újvidék Nézőszám: 3000 Játékvezetők: Covalciuc, Covalciuc (MDA) |
| 2015. október 17. 18:00 | Nikolić, Todorović 5 | (11–16)     | Fernández Pérez 8 | SC Slana Bara, Újvidék Nézőszám: 3000 Játékvezetők: Covalciuc, Covalciuc (MDA) |
| 2015. október 17. 18:00 | 2× 2×                | Jegyzőkönyv | 3× 3×             | SC Slana Bara, Újvidék Nézőszám: 3000 Játékvezetők: Covalciuc, Covalciuc (MDA) |

| 2015. október 18. 18:00 | Tatran Prešov | 27–21       | Csehovszkije Medvegyi | City Hall Prešov, Eperjes Nézőszám: 2100 Játékvezetők: Bonifert, Oláh (HUN) |
| 2015. október 18. 18:00 | Hrstka 8      | (12–12)     | Kovaljov 10           | City Hall Prešov, Eperjes Nézőszám: 2100 Játékvezetők: Bonifert, Oláh (HUN) |
| 2015. október 18. 18:00 | 3× 2×         | Jegyzőkönyv | 6× 1×                 | City Hall Prešov, Eperjes Nézőszám: 2100 Játékvezetők: Bonifert, Oláh (HUN) |

| 2015. október 22. 19:00 | Csehovszkije Medvegyi | 29–28       | Tatran Prešov | Olimpiysky Sport Palace, Csehov Nézőszám: 1200 Játékvezetők: Dinu, Din (ROU) |
| 2015. október 22. 19:00 | Kovaljov 6            | (15–15)     | Hrstka 8      | Olimpiysky Sport Palace, Csehov Nézőszám: 1200 Játékvezetők: Dinu, Din (ROU) |
| 2015. október 22. 19:00 | 6× 3×                 | Jegyzőkönyv | 4× 3×         | Olimpiysky Sport Palace, Csehov Nézőszám: 1200 Játékvezetők: Dinu, Din (ROU) |

| 2015. október 24. 18:00 | Logroño    | 31–22       | Vojvodina | Palacio de los Deportes de La Rioja, Logroño Nézőszám: 2000 Játékvezetők: Leszczynski, Piechota (POL) |
| 2015. október 24. 18:00 | Malmagro 8 | (15–9)      | Orbović 5 | Palacio de los Deportes de La Rioja, Logroño Nézőszám: 2000 Játékvezetők: Leszczynski, Piechota (POL) |
| 2015. október 24. 18:00 | 2× 3×      | Jegyzőkönyv | 4× 3×     | Palacio de los Deportes de La Rioja, Logroño Nézőszám: 2000 Játékvezetők: Leszczynski, Piechota (POL) |

| 2015. október 24. 18:00 | Meskov Breszt           | 34–27       | Porto     | Universal Sports Complex Victoria, Breszt Nézőszám: 2500 Játékvezetők: Mažeika, Gatelis (LTU) |
| 2015. október 24. 18:00 | Nikulenkov, Stojković 6 | (17–12)     | Morales 7 | Universal Sports Complex Victoria, Breszt Nézőszám: 2500 Játékvezetők: Mažeika, Gatelis (LTU) |
| 2015. október 24. 18:00 | 4× 3×                   | Jegyzőkönyv | 4× 3× 1×  | Universal Sports Complex Victoria, Breszt Nézőszám: 2500 Játékvezetők: Mažeika, Gatelis (LTU) |

| 2015. november 11. 20:00 | Tatran Prešov | 24–25       | Porto    | City Hall Prešov, Eperjes Nézőszám: 3120 Játékvezetők: Covalciuc, Covalciuc (MDA) |
| 2015. november 11. 20:00 | Antl 7        | (10–14)     | Borges 6 | City Hall Prešov, Eperjes Nézőszám: 3120 Játékvezetők: Covalciuc, Covalciuc (MDA) |
| 2015. november 11. 20:00 | 4× 3×         | Jegyzőkönyv | 6× 2×    | City Hall Prešov, Eperjes Nézőszám: 3120 Játékvezetők: Covalciuc, Covalciuc (MDA) |

| 2015. november 14. 18:00 | Logroño          | 30–26       | Csehovszkije Medvegyi | Palacio de los Deportes de La Rioja, Logroño Nézőszám: 2000 Játékvezetők: Erdoğan, Özdeniz (TUR) |
| 2015. november 14. 18:00 | Malmagro, Vígo 7 | (14–14)     | Csernoivanov 6        | Palacio de los Deportes de La Rioja, Logroño Nézőszám: 2000 Játékvezetők: Erdoğan, Özdeniz (TUR) |
| 2015. november 14. 18:00 | 2× 3×            | Jegyzőkönyv | 2× 4×                 | Palacio de los Deportes de La Rioja, Logroño Nézőszám: 2000 Játékvezetők: Erdoğan, Özdeniz (TUR) |

| 2015. november 14. 18:00 | Vojvodina               | 26–35       | Meskov Breszt | SC Slana Bara, Újvidék Nézőszám: 800 Játékvezetők: Dentz, Reibel (FRA) |
| 2015. november 14. 18:00 | Marjanović, Stanković 6 | (12–20)     | Stojković 9   | SC Slana Bara, Újvidék Nézőszám: 800 Játékvezetők: Dentz, Reibel (FRA) |
| 2015. november 14. 18:00 | 2× 3×                   | Jegyzőkönyv | 3× 3×         | SC Slana Bara, Újvidék Nézőszám: 800 Játékvezetők: Dentz, Reibel (FRA) |

| 2015. november 19. 19:00 | Csehovszkije Medvegyi | 34–30       | Vojvodina  | Olimpiysky Sport Palace, Csehov Nézőszám: 1900 Játékvezetők: Leandersson, Lindroos (FIN) |
| 2015. november 19. 19:00 | Andrejev, Kovaljov 6  | (19–14)     | Nikolić 10 | Olimpiysky Sport Palace, Csehov Nézőszám: 1900 Játékvezetők: Leandersson, Lindroos (FIN) |
| 2015. november 19. 19:00 | 2× 3×                 | Jegyzőkönyv | 3×         | Olimpiysky Sport Palace, Csehov Nézőszám: 1900 Játékvezetők: Leandersson, Lindroos (FIN) |

| 2015. november 21. 18:00 | Meskov Breszt | 32–26       | Tatran Prešov | Universal Sports Complex Victoria, Breszt Nézőszám: 3200 Játékvezetők: Horváth, Marton (HUN) |
| 2015. november 21. 18:00 | Atman 8       | (17–12)     | Antl 5        | Universal Sports Complex Victoria, Breszt Nézőszám: 3200 Játékvezetők: Horváth, Marton (HUN) |
| 2015. november 21. 18:00 | 3× 3×         | Jegyzőkönyv | 5× 3×         | Universal Sports Complex Victoria, Breszt Nézőszám: 3200 Játékvezetők: Horváth, Marton (HUN) |

| 2015. november 21. 18:00 | Porto     | 35–31       | Logroño        | Dragão Caixa, Porto Nézőszám: 1915 Játékvezetők: Olesen, Pedersen (DEN) |
| 2015. november 21. 18:00 | Morales 7 | (15–14)     | García Rubio 8 | Dragão Caixa, Porto Nézőszám: 1915 Játékvezetők: Olesen, Pedersen (DEN) |
| 2015. november 21. 18:00 | 6× 3× 1×  | Jegyzőkönyv | 3× 3×          | Dragão Caixa, Porto Nézőszám: 1915 Játékvezetők: Olesen, Pedersen (DEN) |

| 2015. november 26. 19:00 | Csehovszkije Medvegyi | 30–29       | Porto   | Olimpiysky Sport Palace, Csehov Nézőszám: 1500 Játékvezetők: Andorka, Hucker (HUN) |
| 2015. november 26. 19:00 | Csernoivanov 6        | (16–15)     | Areia 5 | Olimpiysky Sport Palace, Csehov Nézőszám: 1500 Játékvezetők: Andorka, Hucker (HUN) |
| 2015. november 26. 19:00 | 2× 2×                 | Jegyzőkönyv | 3× 3×   | Olimpiysky Sport Palace, Csehov Nézőszám: 1500 Játékvezetők: Andorka, Hucker (HUN) |

| 2015. november 26. 19:30 | Vojvodina | 24–25       | Tatran Prešov | SC Slana Bara, Újvidék Nézőszám: 500 Játékvezetők: Tzaferopoulos, Bethmann (GRE) |
| 2015. november 26. 19:30 | Orbović 7 | (14–14)     | Hrstka 7      | SC Slana Bara, Újvidék Nézőszám: 500 Játékvezetők: Tzaferopoulos, Bethmann (GRE) |
| 2015. november 26. 19:30 | 3× 3×     | Jegyzőkönyv | 2× 3×         | SC Slana Bara, Újvidék Nézőszám: 500 Játékvezetők: Tzaferopoulos, Bethmann (GRE) |

| 2015. november 28. 18:00 | Logroño    | 28–32       | Meskov Breszt   | Palacio de los Deportes de La Rioja, Logroño Nézőszám: 3000 Játékvezetők: Lah, Sok (SLO) |
| 2015. november 28. 18:00 | Malmagro 9 | (11–17)     | három játékos 7 | Palacio de los Deportes de La Rioja, Logroño Nézőszám: 3000 Játékvezetők: Lah, Sok (SLO) |
| 2015. november 28. 18:00 | 4× 3×      | Jegyzőkönyv | 8× 3× 1×        | Palacio de los Deportes de La Rioja, Logroño Nézőszám: 3000 Játékvezetők: Lah, Sok (SLO) |

| 2015. december 5. 16:00 | Porto                  | 37–15       | Vojvodina   | Dragão Caixa, Porto Nézőszám: 1870 Játékvezetők: Gasmi, Gasmi (FRA) |
| 2015. december 5. 16:00 | Areia, Silva Moreira 5 | (16–7)      | Todorović 5 | Dragão Caixa, Porto Nézőszám: 1870 Játékvezetők: Gasmi, Gasmi (FRA) |
| 2015. december 5. 16:00 | 2× 3×                  | Jegyzőkönyv | 4× 3×       | Dragão Caixa, Porto Nézőszám: 1870 Játékvezetők: Gasmi, Gasmi (FRA) |

| 2015. december 5. 18:00 | Meskov Breszt | 32–26       | Csehovszkije Medvegyi | Universal Sports Complex Victoria, Breszt Nézőszám: 3300 Játékvezetők: Stark, Ştefan (ROU) |
| 2015. december 5. 18:00 | Stojković 8   | (15–13)     | Kovaljov 9            | Universal Sports Complex Victoria, Breszt Nézőszám: 3300 Játékvezetők: Stark, Ştefan (ROU) |
| 2015. december 5. 18:00 | 3× 3×         | Jegyzőkönyv | 5× 3×                 | Universal Sports Complex Victoria, Breszt Nézőszám: 3300 Játékvezetők: Stark, Ştefan (ROU) |

| 2015. december 5. 18:30 | Tatran Prešov | 19–21       | Logroño  | City Hall Prešov, Eperjes Nézőszám: 2283 Játékvezetők: Jurinović, Mrvica (CRO) |
| 2015. december 5. 18:30 | Antl 6        | (8–6)       | Molina 7 | City Hall Prešov, Eperjes Nézőszám: 2283 Játékvezetők: Jurinović, Mrvica (CRO) |
| 2015. december 5. 18:30 | 3× 3×         | Jegyzőkönyv | 4× 2×    | City Hall Prešov, Eperjes Nézőszám: 2283 Játékvezetők: Jurinović, Mrvica (CRO) |

### D csoport
| #  | Csapat                | M  | Gy | D | V | G+  | G–  | Gk  | P  |
| -- | --------------------- | -- | -- | - | - | --- | --- | --- | -- |
| 1. | Motor Zaporizzsja     | 10 | 7  | 1 | 2 | 296 | 277 | +19 | 15 |
| 2. | Skjern Håndbold       | 10 | 6  | 2 | 2 | 293 | 271 | +22 | 14 |
| 3. | Kadetten Schaffhausen | 10 | 5  | 1 | 4 | 270 | 270 | 0   | 11 |
| 4. | HC Baia Mare          | 10 | 3  | 3 | 4 | 264 | 268 | –4  | 9  |
| 5. | Elverum Håndball      | 10 | 3  | 1 | 6 | 274 | 289 | –15 | 7  |
| 6. | Metalurg Szkopje      | 10 | 2  | 0 | 8 | 219 | 241 | –22 | 4  |

| 2015. szeptember 17. 20:00 | Kadetten Schaffhausen | 30–31       | Elverum Håndball | BBC-Arena, Schaffhausen Nézőszám: 1050 Játékvezetők: Marín, García (ESP) |
| 2015. szeptember 17. 20:00 | Liniger 8             | (15–16)     | Mitrović 9       | BBC-Arena, Schaffhausen Nézőszám: 1050 Játékvezetők: Marín, García (ESP) |
| 2015. szeptember 17. 20:00 | 4× 3×                 | Jegyzőkönyv | 2× 3×            | BBC-Arena, Schaffhausen Nézőszám: 1050 Játékvezetők: Marín, García (ESP) |

| 2015. szeptember 19. 18:30 | Motor Zaporizzsja | 30–24       | Metalurg Szkopje | Palace of Sport, Brovari Nézőszám: 1000 Játékvezetők: Dentz, Reibel (FRA) |
| 2015. szeptember 19. 18:30 | Burka 9           | (13–9)      | Božović 10       | Palace of Sport, Brovari Nézőszám: 1000 Játékvezetők: Dentz, Reibel (FRA) |
| 2015. szeptember 19. 18:30 | 3× 3×             | Jegyzőkönyv | 4× 3×            | Palace of Sport, Brovari Nézőszám: 1000 Játékvezetők: Dentz, Reibel (FRA) |

| 2015. szeptember 20. 16:50 | Skjern Håndbold | 32–28       | HC Baia Mare | Skjern Bank Arena, Skjern Nézőszám: 2247 Játékvezetők: Leszczynski, Piechota (POL) |
| 2015. szeptember 20. 16:50 | Mikkelsen 9     | (17–12)     | Sadoveac 8   | Skjern Bank Arena, Skjern Nézőszám: 2247 Játékvezetők: Leszczynski, Piechota (POL) |
| 2015. szeptember 20. 16:50 | 4× 3×           | Jegyzőkönyv | 3× 3×        | Skjern Bank Arena, Skjern Nézőszám: 2247 Játékvezetők: Leszczynski, Piechota (POL) |

| 2015. szeptember 26. 17:30 | Metalurg Szkopje | 28–24       | Kadetten Schaffhausen | Boris Trajkovski Sports Center, Szkopje Nézőszám: 3500 Játékvezetők: Covalciuc, Covalciuc (MDA) |
| 2015. szeptember 26. 17:30 | Božović 8        | (15–11)     | Császár 7             | Boris Trajkovski Sports Center, Szkopje Nézőszám: 3500 Játékvezetők: Covalciuc, Covalciuc (MDA) |
| 2015. szeptember 26. 17:30 | 2× 3×            | Jegyzőkönyv | 1× 3×                 | Boris Trajkovski Sports Center, Szkopje Nézőszám: 3500 Játékvezetők: Covalciuc, Covalciuc (MDA) |

| 2015. szeptember 27. 15:15 | Elverum Håndball | 23–37       | Skjern Håndbold        | Elverumshallen, Elverum Nézőszám: 2017 Játékvezetők: Schulze, Tönnies (GER) |
| 2015. szeptember 27. 15:15 | Lindboe 9        | (12–18)     | Mikkelsen, Rasmussen 8 | Elverumshallen, Elverum Nézőszám: 2017 Játékvezetők: Schulze, Tönnies (GER) |
| 2015. szeptember 27. 15:15 | 1× 2×            | Jegyzőkönyv | 6× 3×                  | Elverumshallen, Elverum Nézőszám: 2017 Játékvezetők: Schulze, Tönnies (GER) |

| 2015. szeptember 27. 18:00 | HC Baia Mare | 35–30       | Motor Zaporizzsja        | Sala Sporturilor "Lascăr Pană", Nagybánya Nézőszám: 2200 Játékvezetők: Konjičanin, Konjičanin (BIH) |
| 2015. szeptember 27. 18:00 | Iváncsik 11  | (18–14)     | Malašinskas, Pukhouski 7 | Sala Sporturilor "Lascăr Pană", Nagybánya Nézőszám: 2200 Játékvezetők: Konjičanin, Konjičanin (BIH) |
| 2015. szeptember 27. 18:00 | 3×           | Jegyzőkönyv | 3×                       | Sala Sporturilor "Lascăr Pană", Nagybánya Nézőszám: 2200 Játékvezetők: Konjičanin, Konjičanin (BIH) |

| 2015. október 3. 17:30 | Metalurg Szkopje | 22–19       | Elverum Håndball | Boris Trajkovski Sports Center, Szkopje Nézőszám: 3500 Játékvezetők: Kaveshnikov, Plotnikov (RUS) |
| 2015. október 3. 17:30 | Božović 6        | (10–12)     | Mitrović 6       | Boris Trajkovski Sports Center, Szkopje Nézőszám: 3500 Játékvezetők: Kaveshnikov, Plotnikov (RUS) |
| 2015. október 3. 17:30 | 1× 3×            | Jegyzőkönyv | 3× 2×            | Boris Trajkovski Sports Center, Szkopje Nézőszám: 3500 Játékvezetők: Kaveshnikov, Plotnikov (RUS) |

| 2015. október 4. 16:10 | Motor Zaporizzsja | 31–26       | Skjern Håndbold | Palace of Sport, Brovari Nézőszám: 1800 Játékvezetők: Vešović, Mitrović (MNE) |
| 2015. október 4. 16:10 | Malašinskas 8     | (15–13)     | Myrhol 5        | Palace of Sport, Brovari Nézőszám: 1800 Játékvezetők: Vešović, Mitrović (MNE) |
| 2015. október 4. 16:10 | 2× 3×             | Jegyzőkönyv | 2× 3×           | Palace of Sport, Brovari Nézőszám: 1800 Játékvezetők: Vešović, Mitrović (MNE) |

| 2015. október 4. 18:00 | HC Baia Mare          | 31–31       | Kadetten Schaffhausen | Sala Sporturilor "Lascăr Pană", Nagybánya Nézőszám: 2080 Játékvezetők: Gasmi, Gasmi (FRA) |
| 2015. október 4. 18:00 | Iváncsik, Osztrusko 8 | (16–18)     | Liniger 8             | Sala Sporturilor "Lascăr Pană", Nagybánya Nézőszám: 2080 Játékvezetők: Gasmi, Gasmi (FRA) |
| 2015. október 4. 18:00 | 5× 3×                 | Jegyzőkönyv | 5× 3×                 | Sala Sporturilor "Lascăr Pană", Nagybánya Nézőszám: 2080 Játékvezetők: Gasmi, Gasmi (FRA) |

| 2015. október 8. 20:00 | Kadetten Schaffhausen | 30–27       | Motor Zaporizzsja | BBC-Arena, Schaffhausen Nézőszám: 1810 Játékvezetők: Mažeika, Gatelis (LTU) |
| 2015. október 8. 20:00 | Császár 14            | (15–8)      | Kozakevics 6      | BBC-Arena, Schaffhausen Nézőszám: 1810 Játékvezetők: Mažeika, Gatelis (LTU) |
| 2015. október 8. 20:00 | 6× 2×                 | Jegyzőkönyv | 5× 3× 1×          | BBC-Arena, Schaffhausen Nézőszám: 1810 Játékvezetők: Mažeika, Gatelis (LTU) |

| 2015. október 11. 15:10 | Skjern Håndbold | 20–19       | Metalurg Szkopje | Skjern Bank Arena, Skjern Nézőszám: 2600 Játékvezetők: Erdoğan, Özdeniz (TUR) |
| 2015. október 11. 15:10 | Olsson 6        | (8–10)      | Božović 11       | Skjern Bank Arena, Skjern Nézőszám: 2600 Játékvezetők: Erdoğan, Özdeniz (TUR) |
| 2015. október 11. 15:10 | 3×              | Jegyzőkönyv | 4× 3×            | Skjern Bank Arena, Skjern Nézőszám: 2600 Játékvezetők: Erdoğan, Özdeniz (TUR) |

| 2015. október 11. 16:15 | Elverum Håndball | 28–28       | HC Baia Mare | Elverumshallen, Elverum Nézőszám: 1479 Játékvezetők: Stoļarovs, Līcis (LAT) |
| 2015. október 11. 16:15 | Lindboe 6        | (9–14)      | Ramba 6      | Elverumshallen, Elverum Nézőszám: 1479 Játékvezetők: Stoļarovs, Līcis (LAT) |
| 2015. október 11. 16:15 | 3× 2×            | Jegyzőkönyv | 4× 1×        | Elverumshallen, Elverum Nézőszám: 1479 Játékvezetők: Stoļarovs, Līcis (LAT) |

| 2015. október 15. 19:30 | Kadetten Schaffhausen | 24–30       | Skjern Håndbold | BBC-Arena, Schaffhausen Nézőszám: 2260 Játékvezetők: Baumgart, Wild (GER) |
| 2015. október 15. 19:30 | Császár 11            | (13–12)     | Myrhol 6        | BBC-Arena, Schaffhausen Nézőszám: 2260 Játékvezetők: Baumgart, Wild (GER) |
| 2015. október 15. 19:30 | 4× 3×                 | Jegyzőkönyv | 4× 3×           | BBC-Arena, Schaffhausen Nézőszám: 2260 Játékvezetők: Baumgart, Wild (GER) |

| 2015. október 18. 16:00 | HC Baia Mare | 21–20       | Metalurg Szkopje | Sala Sporturilor "Lascăr Pană", Nagybánya Nézőszám: 2400 Játékvezetők: Caçador, Nicolau (POR) |
| 2015. október 18. 16:00 | Iváncsik 6   | (10–9)      | Božović 8        | Sala Sporturilor "Lascăr Pană", Nagybánya Nézőszám: 2400 Játékvezetők: Caçador, Nicolau (POR) |
| 2015. október 18. 16:00 | 2× 3×        | Jegyzőkönyv | 1× 3×            | Sala Sporturilor "Lascăr Pană", Nagybánya Nézőszám: 2400 Játékvezetők: Caçador, Nicolau (POR) |

| 2015. október 18. 16:15 | Elverum Håndball | 29–30       | Motor Zaporizzsja | Elverumshallen, Elverum Nézőszám: 1559 Játékvezetők: Kurtagic, Wetterwik (SWE) |
| 2015. október 18. 16:15 | Lindboe 9        | (15–12)     | Puhovszkij 11     | Elverumshallen, Elverum Nézőszám: 1559 Játékvezetők: Kurtagic, Wetterwik (SWE) |
| 2015. október 18. 16:15 | 3× 3×            | Jegyzőkönyv | 4× 3× 1×          | Elverumshallen, Elverum Nézőszám: 1559 Játékvezetők: Kurtagic, Wetterwik (SWE) |

| 2015. október 24. 18:30 | Motor Zaporizzsja | 33–30       | Elverum Håndball | Palace of Sport, Brovari Nézőszám: 1800 Játékvezetők: Pandžić, Mošorinski (SRB) |
| 2015. október 24. 18:30 | Burka, Selmenko 7 | (14–15)     | Mitrović 8       | Palace of Sport, Brovari Nézőszám: 1800 Játékvezetők: Pandžić, Mošorinski (SRB) |
| 2015. október 24. 18:30 | 2× 3×             | Jegyzőkönyv | 4× 3×            | Palace of Sport, Brovari Nézőszám: 1800 Játékvezetők: Pandžić, Mošorinski (SRB) |

| 2015. október 25. 16:50 | Skjern Håndbold | 25–29       | Kadetten Schaffhausen | Skjern Bank Arena, Skjern Nézőszám: 3088 Játékvezetők: Tzaferopoulos, Bethmann (GRE) |
| 2015. október 25. 16:50 | Olsson 6        | (13–12)     | Liniger 7             | Skjern Bank Arena, Skjern Nézőszám: 3088 Játékvezetők: Tzaferopoulos, Bethmann (GRE) |
| 2015. október 25. 16:50 | 2× 3×           | Jegyzőkönyv | 3× 3×                 | Skjern Bank Arena, Skjern Nézőszám: 3088 Játékvezetők: Tzaferopoulos, Bethmann (GRE) |

| 2015. október 25. 17:30 | Metalurg Szkopje | 21–23       | HC Baia Mare   | Boris Trajkovski Sports Center, Szkopje Nézőszám: 4500 Játékvezetők: Kékes, Kékes (HUN) |
| 2015. október 25. 17:30 | Božović 6        | (9–13)      | négy játékos 4 | Boris Trajkovski Sports Center, Szkopje Nézőszám: 4500 Játékvezetők: Kékes, Kékes (HUN) |
| 2015. október 25. 17:30 | 3× 3×            | Jegyzőkönyv | 7× 3× 1×       | Boris Trajkovski Sports Center, Szkopje Nézőszám: 4500 Játékvezetők: Kékes, Kékes (HUN) |

| 2015. november 12. 17:45 | Metalurg Szkopje | 21–23       | Motor Zaporizzsja | Boris Trajkovski Sports Center, Szkopje Nézőszám: 4153 Játékvezetők: Johansson, Kliko (SWE) |
| 2015. november 12. 17:45 | Božović 5        | (12–9)      | Selmenko 7        | Boris Trajkovski Sports Center, Szkopje Nézőszám: 4153 Játékvezetők: Johansson, Kliko (SWE) |
| 2015. november 12. 17:45 | 6× 3× 1×         | Jegyzőkönyv | 4× 2×             | Boris Trajkovski Sports Center, Szkopje Nézőszám: 4153 Játékvezetők: Johansson, Kliko (SWE) |

| 2015. november 15. 16:00 | HC Baia Mare | 28–28       | Skjern Håndbold | Sala Sporturilor "Lascăr Pană", Nagybánya Nézőszám: 2000 Játékvezetők: Kaveshnikov, Plotnikov (RUS) |
| 2015. november 15. 16:00 | Sadoveac 7   | (15–11)     | Olsson 7        | Sala Sporturilor "Lascăr Pană", Nagybánya Nézőszám: 2000 Játékvezetők: Kaveshnikov, Plotnikov (RUS) |
| 2015. november 15. 16:00 | 5× 2×        | Jegyzőkönyv | 8× 3× 1×        | Sala Sporturilor "Lascăr Pană", Nagybánya Nézőszám: 2000 Játékvezetők: Kaveshnikov, Plotnikov (RUS) |

| 2015. november 15. 16:15 | Elverum Håndball | 27–28       | Kadetten Schaffhausen | Elverumshallen, Elverum Nézőszám: 1553 Játékvezetők: Gubica, Milošević (CRO) |
| 2015. november 15. 16:15 | Øverby 8         | (11–15)     | négy játékos 5        | Elverumshallen, Elverum Nézőszám: 1553 Játékvezetők: Gubica, Milošević (CRO) |
| 2015. november 15. 16:15 | 2× 3×            | Jegyzőkönyv | 2× 2×                 | Elverumshallen, Elverum Nézőszám: 1553 Játékvezetők: Gubica, Milošević (CRO) |

| 2015. november 19. 20:00 | Kadetten Schaffhausen | 27–17       | Metalurg Szkopje | BBC-Arena, Schaffhausen Nézőszám: 2340 Játékvezetők: Álvarez, Bustamante (ESP) |
| 2015. november 19. 20:00 | Liniger 9             | (10–10)     | Božović 4        | BBC-Arena, Schaffhausen Nézőszám: 2340 Játékvezetők: Álvarez, Bustamante (ESP) |
| 2015. november 19. 20:00 | 2× 2×                 | Jegyzőkönyv | 1× 3×            | BBC-Arena, Schaffhausen Nézőszám: 2340 Játékvezetők: Álvarez, Bustamante (ESP) |

| 2015. november 21. 18:00 | Motor Zaporizzsja | 25–23       | HC Baia Mare | Palace of Sport, Brovari Nézőszám: 1800 Játékvezetők: Marín, García (ESP) |
| 2015. november 21. 18:00 | Burka 8           | (14–11)     | Karačić 8    | Palace of Sport, Brovari Nézőszám: 1800 Játékvezetők: Marín, García (ESP) |
| 2015. november 21. 18:00 | 5× 3×             | Jegyzőkönyv | 4× 3×        | Palace of Sport, Brovari Nézőszám: 1800 Játékvezetők: Marín, García (ESP) |

| 2015. november 22. 16:50 | Skjern Håndbold | 34–29       | Elverum Håndball | Skjern Bank Arena, Skjern Nézőszám: 2950 Játékvezetők: Pandžić, Mošorinski (SRB) |
| 2015. november 22. 16:50 | három játékos 6 | (17–10)     | Lindboe 8        | Skjern Bank Arena, Skjern Nézőszám: 2950 Játékvezetők: Pandžić, Mošorinski (SRB) |
| 2015. november 22. 16:50 | 5× 3×           | Jegyzőkönyv | 5× 3×            | Skjern Bank Arena, Skjern Nézőszám: 2950 Játékvezetők: Pandžić, Mošorinski (SRB) |

| 2015. november 28. 18:00 | Motor Zaporizzsja | 31–23       | Kadetten Schaffhausen | Palace of Sport, Brovari Nézőszám: 1900 Játékvezetők: Panayides, Andreou (CYP) |
| 2015. november 28. 18:00 | Pukhouski 11      | (13–9)      | Liniger 7             | Palace of Sport, Brovari Nézőszám: 1900 Játékvezetők: Panayides, Andreou (CYP) |
| 2015. november 28. 18:00 | 1× 3×             | Jegyzőkönyv | 3× 3× 1×              | Palace of Sport, Brovari Nézőszám: 1900 Játékvezetők: Panayides, Andreou (CYP) |

| 2015. november 29. 18:00 | HC Baia Mare | 24–29       | Elverum Håndball | Sala Sporturilor "Lascăr Pană", Nagybánya Nézőszám: 2000 Játékvezetők: Dentz, Reibel (FRA) |
| 2015. november 29. 18:00 | Osztrusko 9  | (10–19)     | Stegavik 10      | Sala Sporturilor "Lascăr Pană", Nagybánya Nézőszám: 2000 Játékvezetők: Dentz, Reibel (FRA) |
| 2015. november 29. 18:00 | 2× 3×        | Jegyzőkönyv | 3× 3×            | Sala Sporturilor "Lascăr Pană", Nagybánya Nézőszám: 2000 Játékvezetők: Dentz, Reibel (FRA) |

| 2015. november 29. 18:30 | Metalurg Szkopje | 24–25       | Skjern Håndbold | Boris Trajkovski Sports Center, Szkopje Nézőszám: 2680 Játékvezetők: Brkic, Jusufhodzic (AUT) |
| 2015. november 29. 18:30 | Božović 8        | (11–13)     | Mikkelsen 6     | Boris Trajkovski Sports Center, Szkopje Nézőszám: 2680 Játékvezetők: Brkic, Jusufhodzic (AUT) |
| 2015. november 29. 18:30 | 2× 3×            | Jegyzőkönyv | 3× 3×           | Boris Trajkovski Sports Center, Szkopje Nézőszám: 2680 Játékvezetők: Brkic, Jusufhodzic (AUT) |

| 2015. december 3. 20:00 | Kadetten Schaffhausen | 24–23       | HC Baia Mare           | BBC-Arena, Schaffhausen Nézőszám: 1640 Játékvezetők: Pavićević, Ražnatović (MNE) |
| 2015. december 3. 20:00 | Küttel 9              | (14–12)     | Vladislav Ostroushko 6 | BBC-Arena, Schaffhausen Nézőszám: 1640 Játékvezetők: Pavićević, Ražnatović (MNE) |
| 2015. december 3. 20:00 | 4× 3×                 | Jegyzőkönyv | 6× 3×                  | BBC-Arena, Schaffhausen Nézőszám: 1640 Játékvezetők: Pavićević, Ražnatović (MNE) |

| 2015. december 6. 15:15 | Elverum Håndball | 29–23       | Metalurg Szkopje | Elverumshallen, Elverum Nézőszám: 1461 Játékvezetők: Opava, Válek (CZE) |
| 2015. december 6. 15:15 | Lindboe 8        | (15–7)      | Božović 5        | Elverumshallen, Elverum Nézőszám: 1461 Játékvezetők: Opava, Válek (CZE) |
| 2015. december 6. 15:15 | 4× 3×            | Jegyzőkönyv | 3× 2×            | Elverumshallen, Elverum Nézőszám: 1461 Játékvezetők: Opava, Válek (CZE) |

| 2015. december 6. 16:50 | Skjern Håndbold          | 36–36       | Motor Zaporizzsja | Skjern Bank Arena, Skjern Nézőszám: 2339 Játékvezetők: Gubica, Milošević (CRO) |
| 2015. december 6. 16:50 | Mikkelsen, Søndergaard 8 | (17–19)     | Pukhouski 8       | Skjern Bank Arena, Skjern Nézőszám: 2339 Játékvezetők: Gubica, Milošević (CRO) |
| 2015. december 6. 16:50 | 1× 3×                    | Jegyzőkönyv | 4× 3×             | Skjern Bank Arena, Skjern Nézőszám: 2339 Játékvezetők: Gubica, Milošević (CRO) |

### Rájátszás
A C és D csoport első két helyezettje egy-egy oda-vissza vágós rájátszásban harcolhatja ki a legjobb 12 közé jutást.
| 1. csapat       | Össz. | 2. csapat         | 1. mérk. | 2. mérk. |
| --------------- | ----- | ----------------- | -------- | -------- |
| Logroño         | 67–70 | Motor Zaporizzsja | 30–31    | 37–39    |
| Skjern Håndbold | 54–58 | Meskov Breszt     | 31–31    | 23–27    |

| 2016. február 27. 16:00 | Logroño | 30–31       | Motor Zaporizzsja | Palacio de los Deportes de La Rioja, Logroño Nézőszám: 3000 Játékvezetők: Dobrovits, Tájok (HUN) |
| 2016. február 27. 16:00 | Rocas 6 | (15–14)     | Puhovszki 8       | Palacio de los Deportes de La Rioja, Logroño Nézőszám: 3000 Játékvezetők: Dobrovits, Tájok (HUN) |
| 2016. február 27. 16:00 | 2× 2×   | Jegyzőkönyv | 4× 3×             | Palacio de los Deportes de La Rioja, Logroño Nézőszám: 3000 Játékvezetők: Dobrovits, Tájok (HUN) |

| 2016. február 28. 15:15 | Skjern Håndbold | 31–31       | Meskov Breszt | Skjern Bank Arena, Skjern Nézőszám: 2432 Játékvezetők: Santos, Fonseca (POR) |
| 2016. február 28. 15:15 | Rasmussen 10    | (17–14)     | Stojković 8   | Skjern Bank Arena, Skjern Nézőszám: 2432 Játékvezetők: Santos, Fonseca (POR) |
| 2016. február 28. 15:15 | 8× 3× 1×        | Jegyzőkönyv | 9× 3×         | Skjern Bank Arena, Skjern Nézőszám: 2432 Játékvezetők: Santos, Fonseca (POR) |

| 2016. március 5. 18:00 | Motor Zaporizzsja | 39–37       | Logroño           | Palace of Sport, Brovari Nézőszám: 2800 Játékvezetők: Nikolov, Nachevski (MKD) |
| 2016. március 5. 18:00 | Puhovszki 10      | (21–16)     | Pedro Rodríguez 7 | Palace of Sport, Brovari Nézőszám: 2800 Játékvezetők: Nikolov, Nachevski (MKD) |
| 2016. március 5. 18:00 | 8× 3× 1×          | Jegyzőkönyv | 3× 3×             | Palace of Sport, Brovari Nézőszám: 2800 Játékvezetők: Nikolov, Nachevski (MKD) |

| 2016. március 5. 19:00 | Meskov Breszt | 27–23       | Skjern Håndbold | Universal Sports Complex Victoria, Breszt Nézőszám: 3500 Játékvezetők: Jurinović, Mrvica (CRO) |
| 2016. március 5. 19:00 | Silovics 6    | (14–11)     | Myrhol 5        | Universal Sports Complex Victoria, Breszt Nézőszám: 3500 Játékvezetők: Jurinović, Mrvica (CRO) |
| 2016. március 5. 19:00 | 1× 3× 1×      | Jegyzőkönyv | 4× 3×           | Universal Sports Complex Victoria, Breszt Nézőszám: 3500 Játékvezetők: Jurinović, Mrvica (CRO) |